# Volkswagen Passat
Volkswagen Passat je evropské označení osobního automobilu střední třídy vyráběného německým koncernem Volkswagen od roku 1973. Vůz se vyrábí v závodě VW v německém Emdenu, některé B6 se vyráběly ve Francii. První generace (typ B1) byla odvozena od Audi 80. V současnosti je na trhu již devátá generace. Do dubna 2007 bylo celkem vyrobeno více než patnáct milionů vozů Passat, mimo jiné pod názvy VW Santana nebo VW Dasher. Na platformě Passatu vzniklo mnoho dalších modelů značek z koncernu Volkswagen, například Škoda Superb.

## První generace (B1; 1973–1980)
VW Passat B1 nahradil modely 1600 a 411. Nový typ měl moderní design se splývavou karoserií a pohon předních kol. Motor byl uložen vpředu podélně. Nebyl chlazený vzduchem ale vodou. Nejvýkonnější model dosahoval až 63 kW. V nabídce byl dvoudveřový nebo čtyřdveřový model s designem od Giugiara. O rok později se objevilo kombi. Od roku 1978 byly v nabídce také vznětové motory.

## Druhá generace (B2; 1980–1988)
VW Passat B2 nastoupil roku 1980. V něm, konkrétně v modelu Passat GT Syncro (s karoserií kombi) se poprvé pro Passat objevil pohon všech kol.

## Třetí generace (B3; 1988–1993)
VW Passat B3 se představil v roce 1988. Charakteristická pro něj byla absence mřížky chladiče. Zmizela také splývavá záď a vůz se představil jako klasický sedan. Novinkou byl také sportovní motor VR6 o výkonu 128 kW.

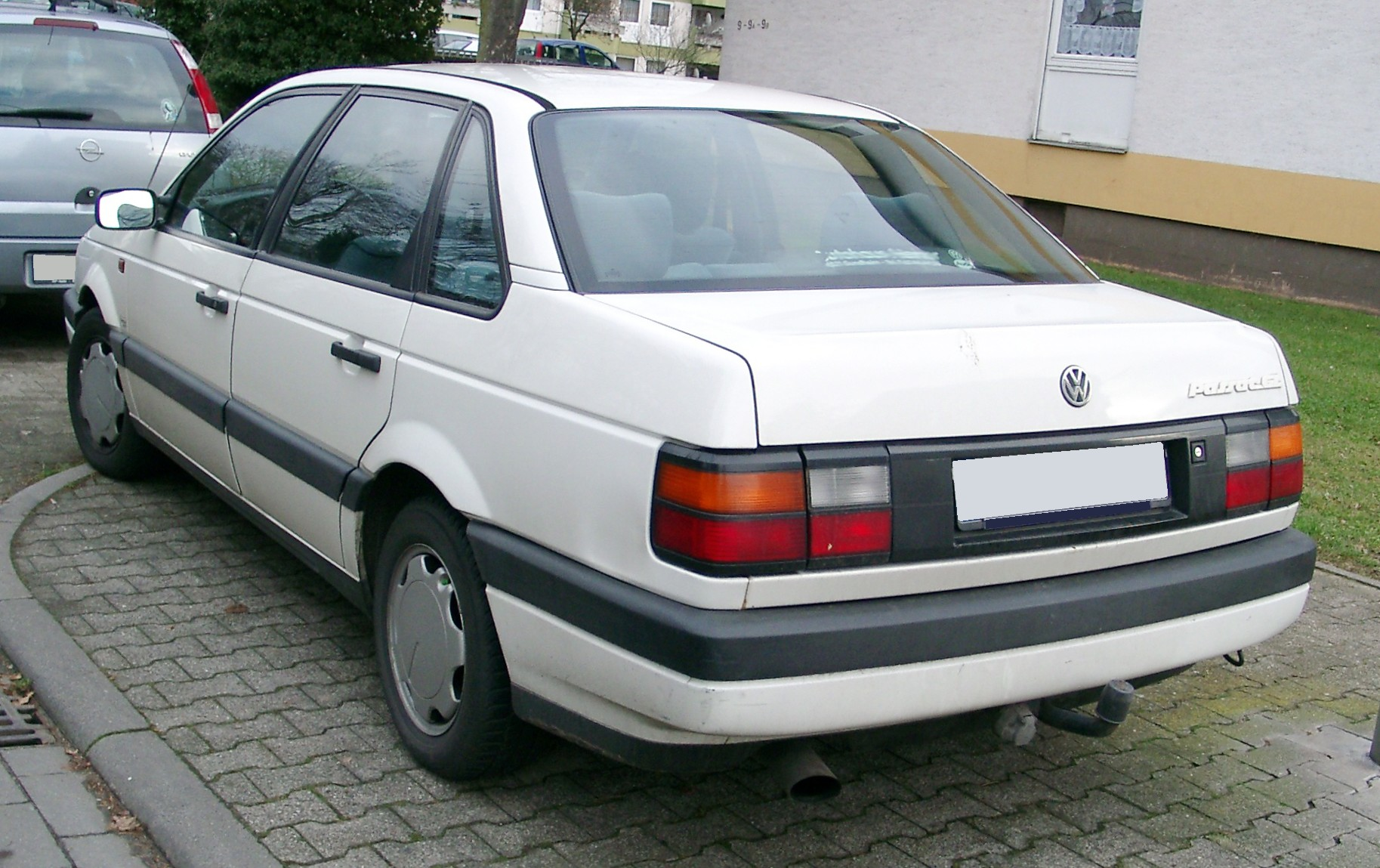
VW Passat B3 sedan (1988–1993)
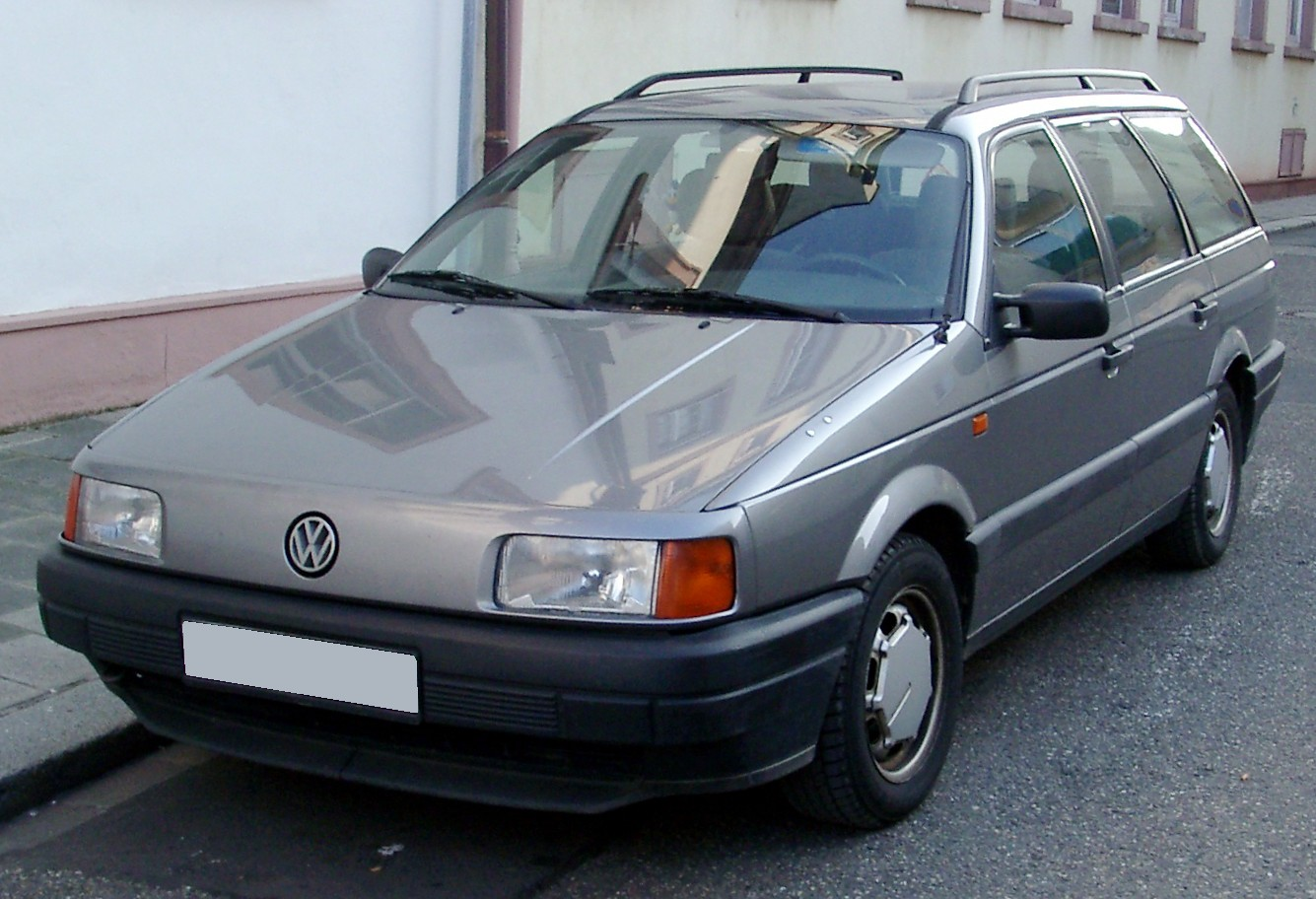
VW Passat B3 Variant (1988–1993)
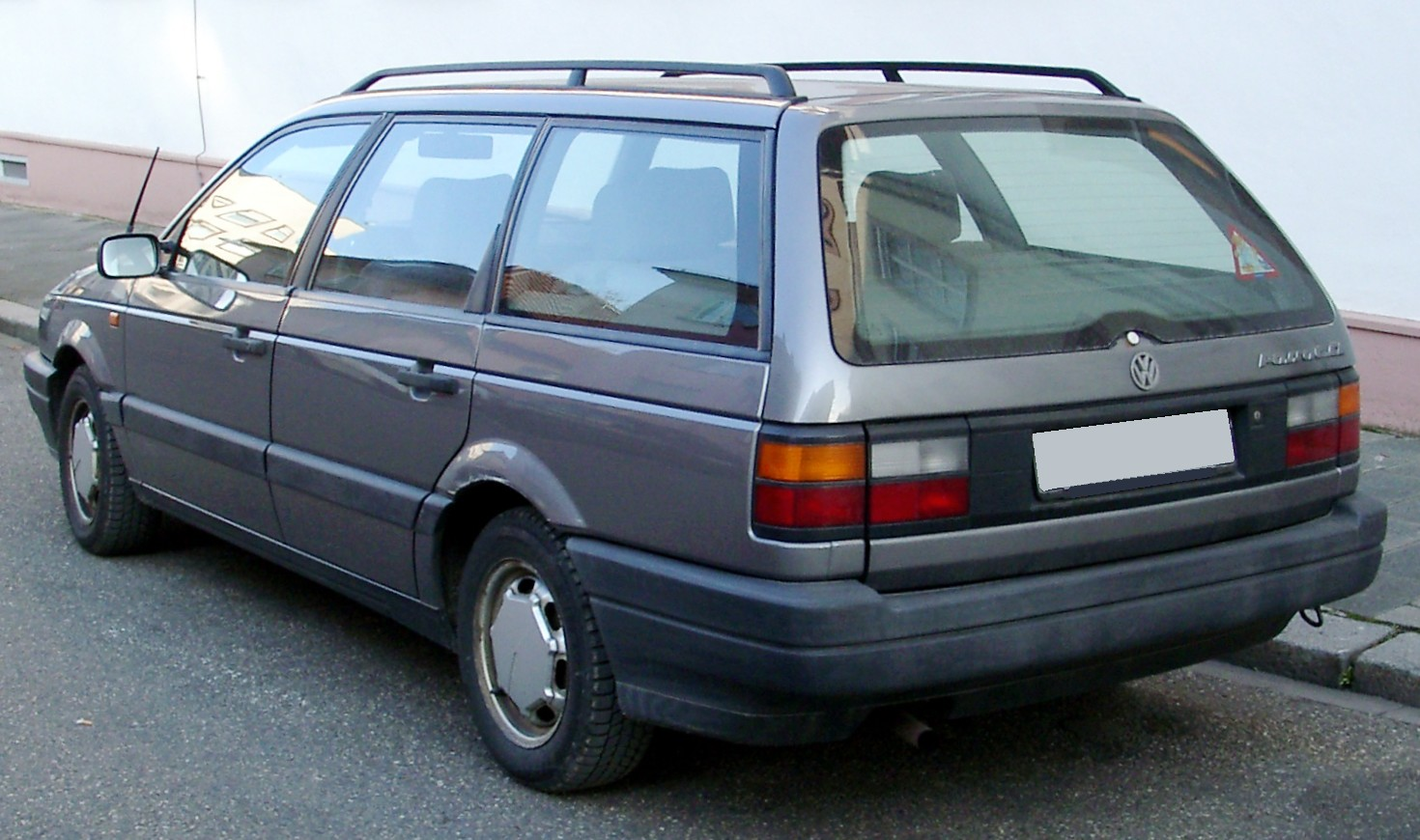
VW Passat B3 Variant (1988–1993)

### Motory
| Model           | Kód motoru      | Počet válců     | Počet ventilů   | Ventilový rozvod | Vrtání × zdvih [mm] | Zdvihový objem [cm3] | Kompresní poměr | KAT             | Max. výkon [kW při ot./min] | Max. točivý moment [Nm při ot./min] |
| Zážehové motory | Zážehové motory | Zážehové motory | Zážehové motory | Zážehové motory  | Zážehové motory     | Zážehové motory      | Zážehové motory | Zážehové motory | Zážehové motory             | Zážehové motory                     |
| --------------- | --------------- | --------------- | --------------- | ---------------- | ------------------- | -------------------- | --------------- | --------------- | --------------------------- | ----------------------------------- |
| 1,6             | RF              | R4              | 8V              | SOHC             | 81,0 × 77,4         | 1595                 | 9,0:1           | ano             | 53 (72) při 5200            | 120 při 2700                        |
| 1,6             | 1F              | R4              | 8V              | SOHC             | 81,0 × 77,4         | 1595                 | 9,0:1           | ano             | 53 (72) při 5200            | 125 při 2750                        |
| 1,6             | EZ              | R4              | 8V              | SOHC             | 81,0 × 77,4         | 1595                 | 9,0:1           | ne              | 55 (75) při 5200            | 125 při 2600                        |
| 1,6             | ABN             | R4              | 8V              | SOHC             | 81,0 × 77,4         | 1595                 | 9,0:1           | ne              | 55 (75) při 5200            | 125 při 2600                        |
| 1,8             | AAM             | R4              | 8V              | SOHC             | 81,0 × 86,4         | 1781                 | 9,0:1           | ano             | 55 (75) při 5000            | 140 při 2500                        |
| 1,8             | RP              | R4              | 8V              | SOHC             | 81,0 × 86,4         | 1781                 | 9,0:1           | ano             | 66 (90) při 5250            | 142 při 3000                        |
| 1,8             | RP              | R4              | 8V              | SOHC             | 81,0 × 86,4         | 1781                 | 10,0:1          | ano             | 66 (90) při 5400            | 142 při 2600                        |
| 1,8             | ABS             | R4              | 8V              | SOHC             | 81,0 × 86,4         | 1781                 | 10,0:1          | ano             | 66 (90) při 5500            | 145 při 2500                        |
| 1,8             | PF              | R4              | 8V              | SOHC             | 81,0 × 86,4         | 1781                 | 10,0:1          | ano             | 79 (107) při 5400           | 154 při 3800                        |
| 1,8             | PB              | R4              | 8V              | SOHC             | 81,0 × 86,4         | 1781                 | 10,0:1          | ne              | 82 (112) při 5400           | 159 při 4000                        |
| 1,8 16V         | KR              | R4              | 16V             | DOHC             | 81,0 × 86,4         | 1781                 | 10,0:1          | ne              | 100 (136) při 6300          | 162 při 4800                        |
| 1,8 G60         | PG              | R4              | 8V              | SOHC             | 81,0 × 86,4         | 1781                 | 8,0:1           | ano             | 118 (160) při 5600          | 225 při 3800                        |
| 2,0             | 2E              | R4              | 8V              | SOHC             | 82,5 × 92,8         | 1984                 | 10,0:1          | ano             | 85 (115) při 5400           | 166 při 3200                        |
| 2,0 16V         | 9A              | R4              | 16V             | DOHC             | 82,5 × 92,8         | 1984                 | 10,8:1          | ano             | 100 (136) při 5800          | 180 při 4400                        |
| 2,8 VR6         | AAA             | VR6             | 12V             | 2 × SOHC         | 81,0 × 90,3         | 2792                 | 10,0:1          | ano             | 128 (174) při 5800          | 235 při 4200                        |
| Vznětové motory |                 |                 |                 |                  |                     |                      |                 |                 |                             |                                     |
| 1,6 TD          | RA              | R4              | 8V              | SOHC             | 76,5 × 86,4         | 1588                 | 23,0:1          | ne              | 59 (80) při 4500            | 155 při 2500–3000                   |
| 1,6 TD          | SB              | R4              | 8V              | SOHC             | 76,5 × 86,4         | 1588                 | 23,0:1          | ne              | 59 (80) při 4500            | 152 při 2300–2800                   |
| 1,9 D           | 1Y              | R4              | 8V              | SOHC             | 79,5 × 95,5         | 1896                 | 23,0:1          | ne              | 50 (68) při 4400            | 127 při 2200–2600                   |
| 1,9 TD          | AAZ             | R4              | 8V              | SOHC             | 79,5 × 95,5         | 1896                 | 22,5:1          | ano             | 55 (75) při 4400            | 140 při 2200–2800                   |

## Čtvrtá generace (B4; 1993–1997)
VW Passat B4 se prodával od roku 1993. Vrátil se otvor na masce chladiče. Objevil se systém ABS a čelní airbagy.

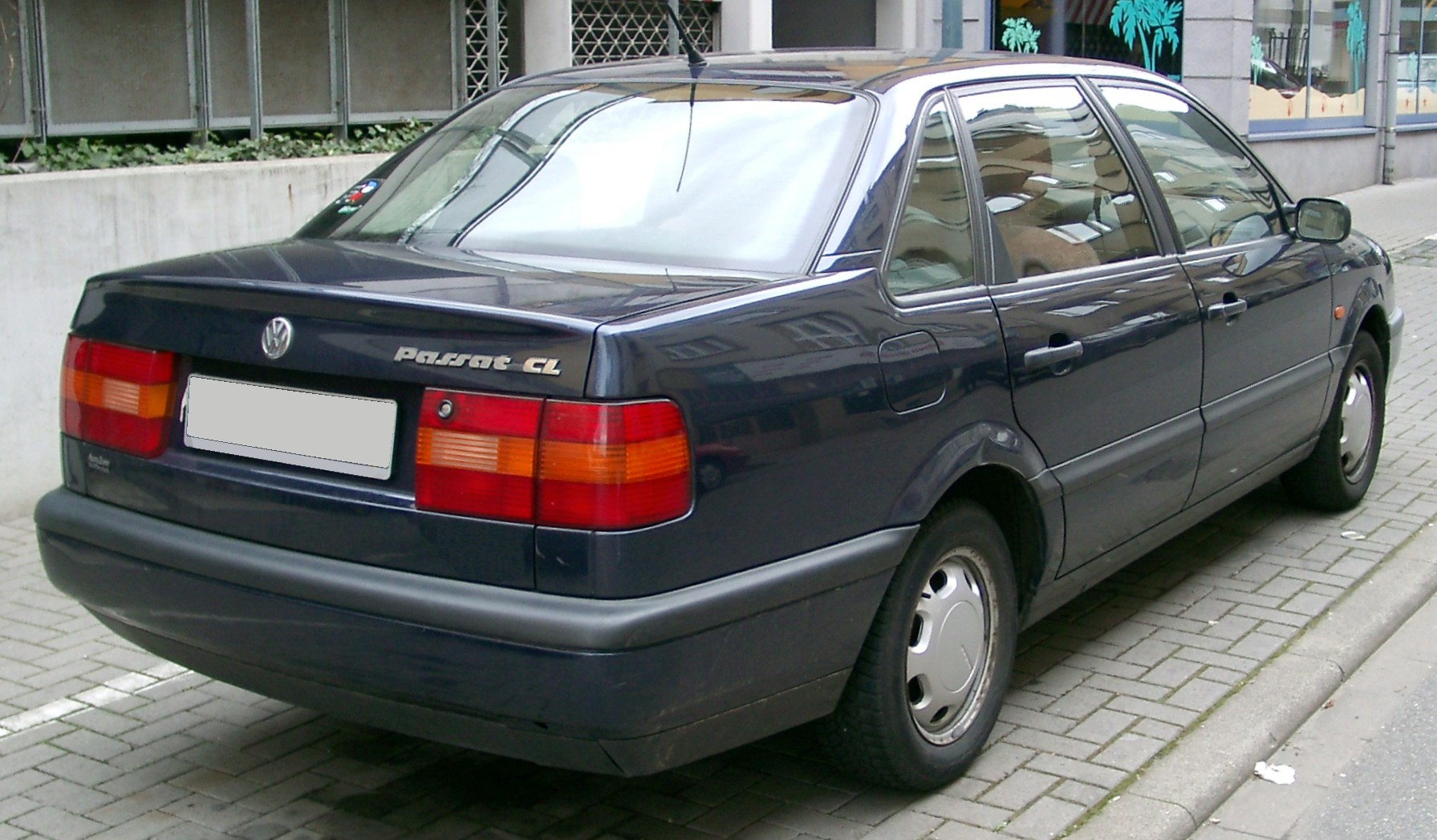
VW Passat B4 sedan (1993–1996)
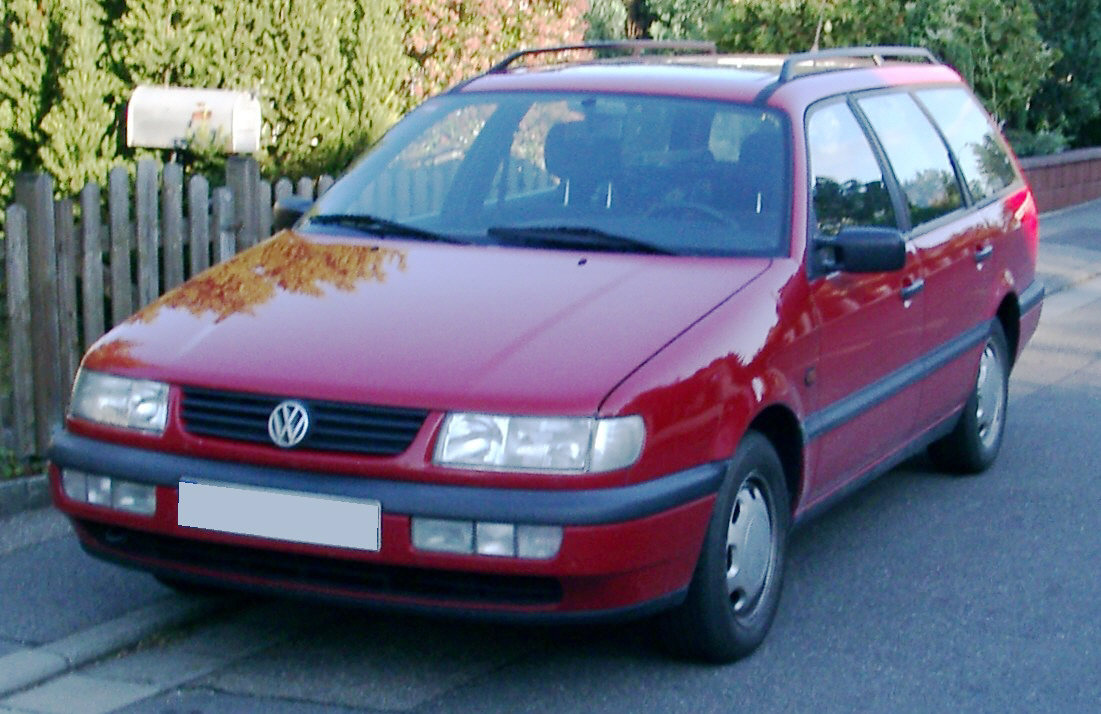
VW Passat B4 Variant (1993–1997)
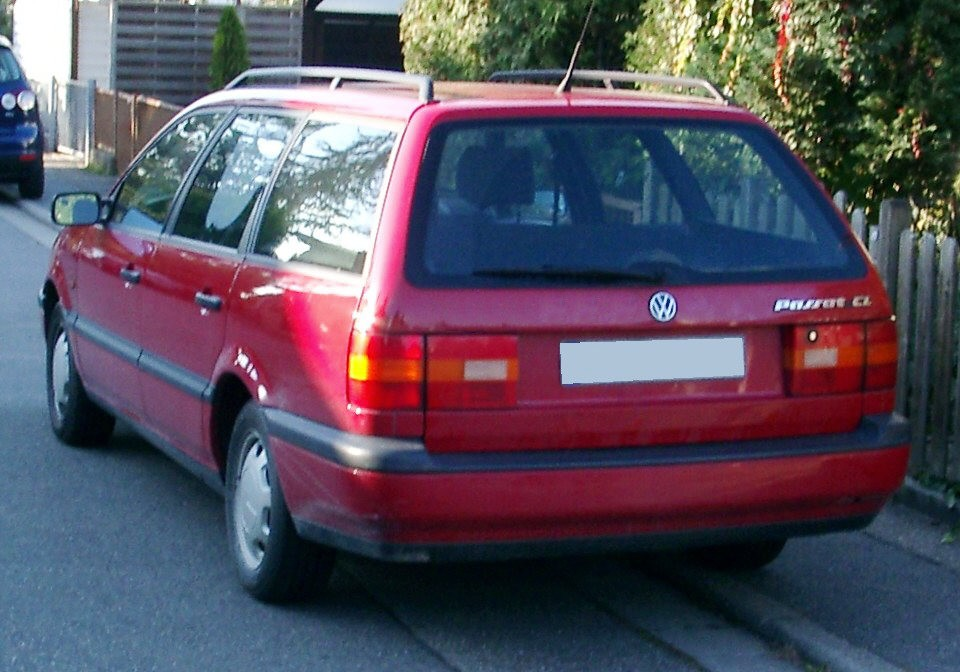
VW Passat B4 Variant (1993–1997)
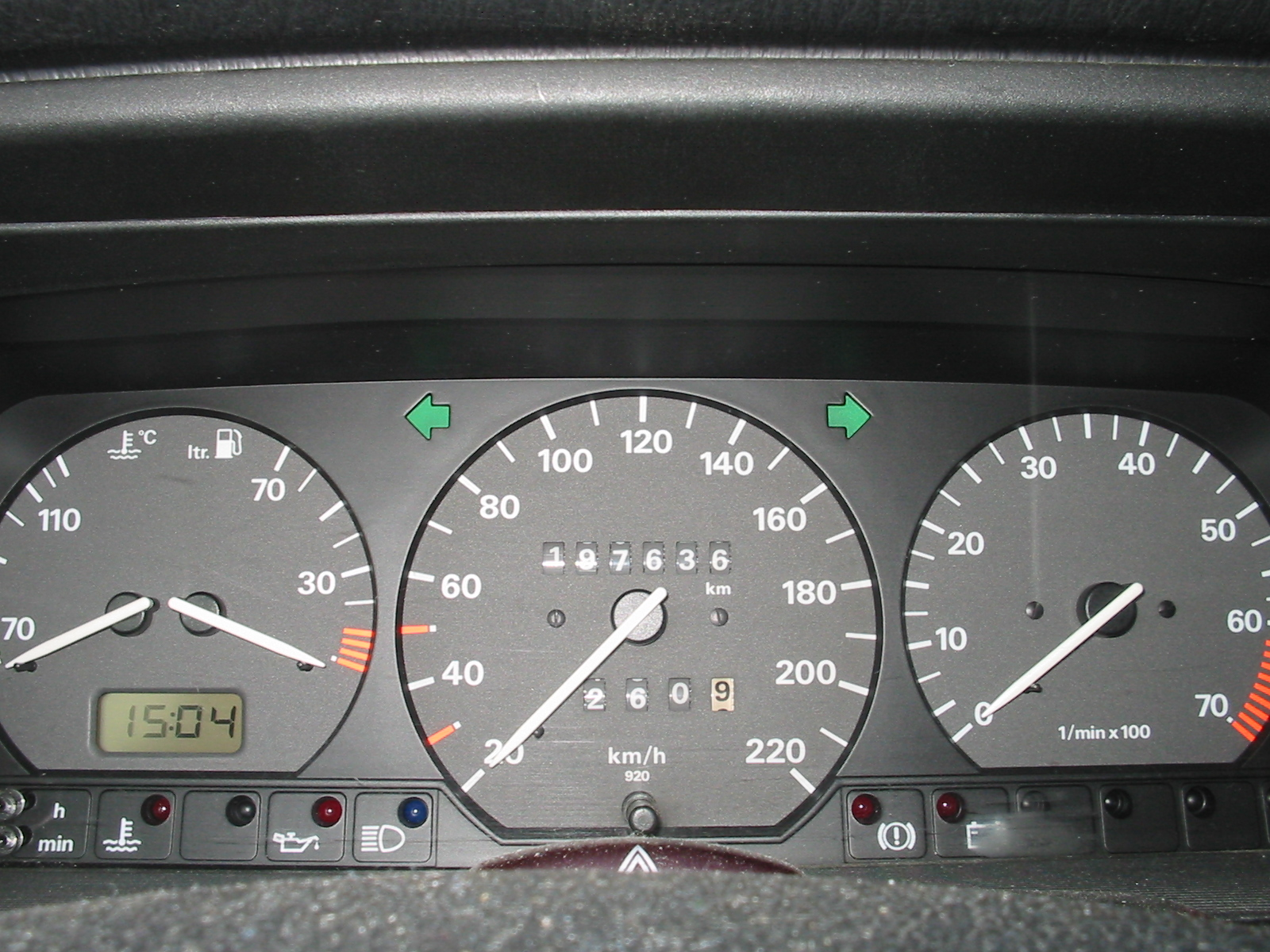
Přístrojová deska

### Motory
U čtvrté generace se objevil první turbodiesel s přímým vstřikováním.

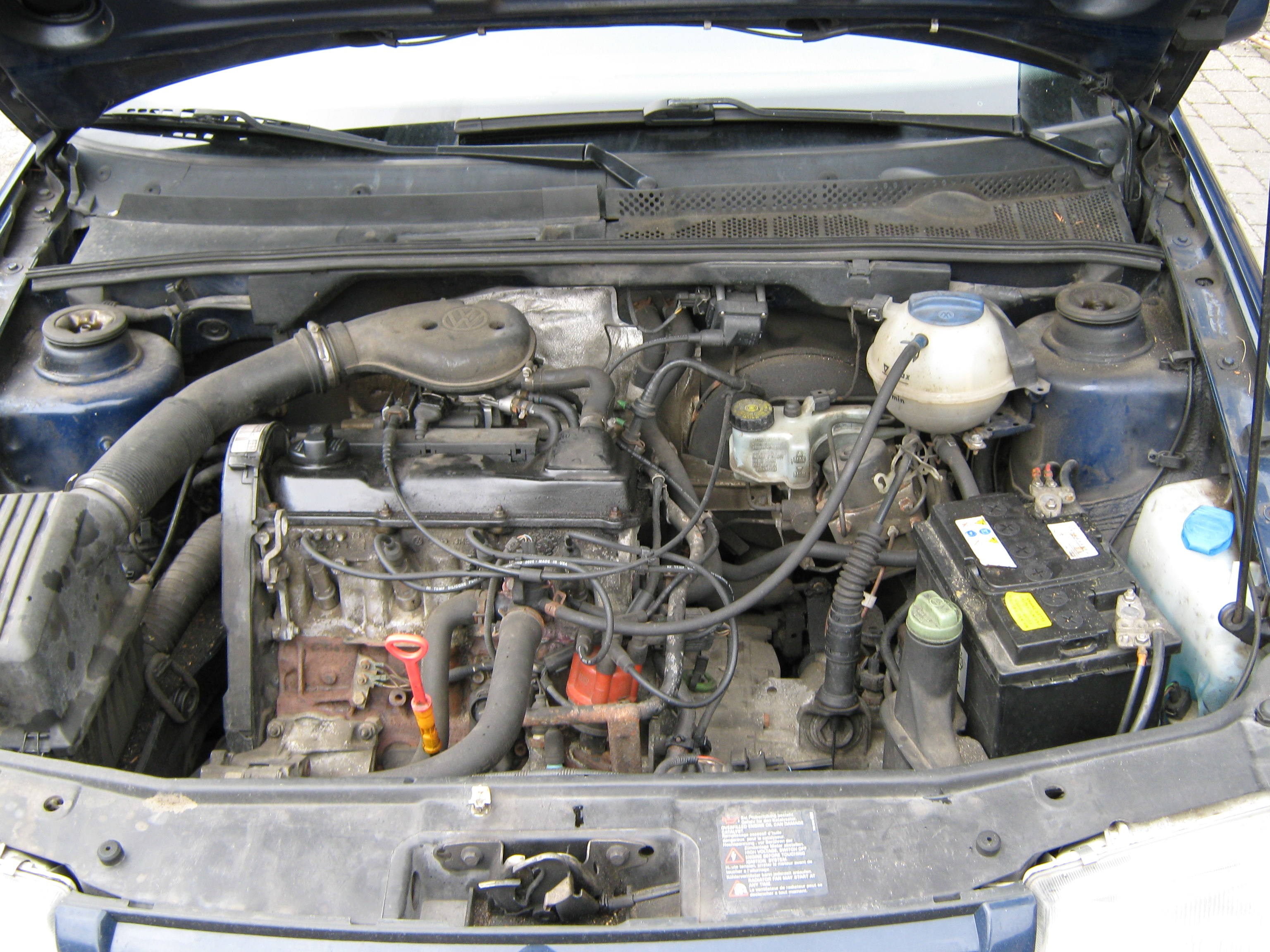
Motor 1,8 66 kW (ADZ)
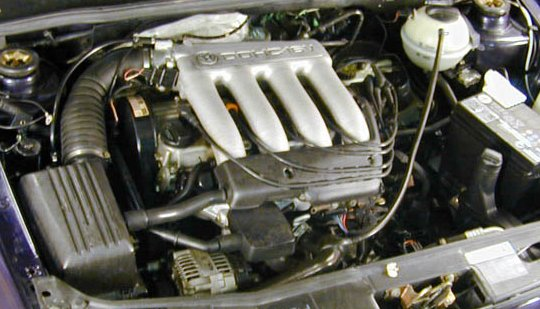
Motor 2,0 16V 110 kW (ABF)
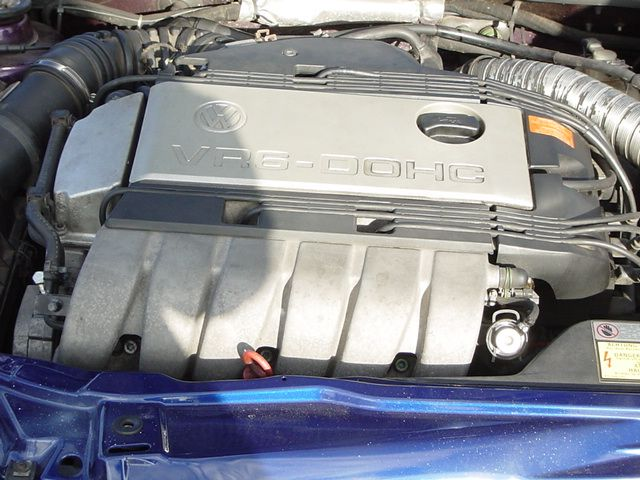
Motor 2,9 VR6 135 kW (ABV)
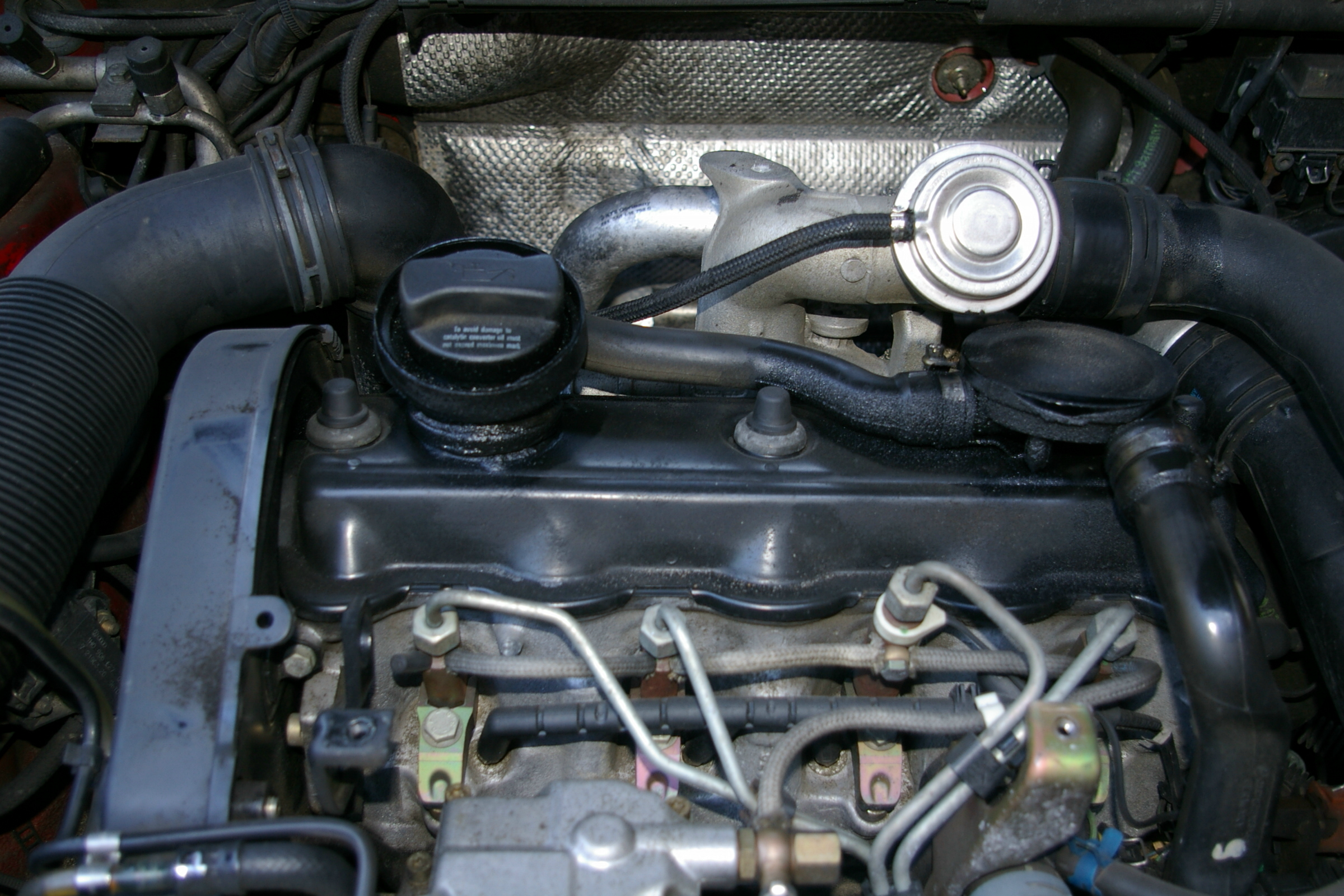
Motor 1,9 TDI 81 kW (AFN)

| Model           | Kód motoru      | Počet válců     | Počet ventilů   | Ventilový rozvod | Vrtání × zdvih [mm] | Zdvihový objem [cm3] | Kompresní poměr | Přeplňování     | KAT             | Max. výkon [kW při ot./min] | Max. točivý moment [Nm při ot./min] |
| Zážehové motory | Zážehové motory | Zážehové motory | Zážehové motory | Zážehové motory  | Zážehové motory     | Zážehové motory      | Zážehové motory | Zážehové motory | Zážehové motory | Zážehové motory             | Zážehové motory                     |
| --------------- | --------------- | --------------- | --------------- | ---------------- | ------------------- | -------------------- | --------------- | --------------- | --------------- | --------------------------- | ----------------------------------- |
| 1,6             | AEK             | R4              | 8V              | SOHC             | 81,0 × 77,4         | 1595                 | 10,3:1          | ne              | ano             | 74 (100) při 5800           | 135 při 4400                        |
| 1,6             | AFT             | R4              | 8V              | SOHC             | 81,0 × 77,4         | 1595                 | 10,3:1          | ne              | ano             | 74 (100) při 5800           | 140 při 3500                        |
| 1,8             | AAM             | R4              | 8V              | SOHC             | 81,0 × 86,4         | 1781                 | 9,0:1           | ne              | ano             | 55 (75) při 5000            | 140 při 2500                        |
| 1,8             | ABS             | R4              | 8V              | SOHC             | 81,0 × 86,4         | 1781                 | 10,0:1          | ne              | ano             | 66 (90) při 5500            | 145 při 2500                        |
| 1,8             | ADZ             | R4              | 8V              | SOHC             | 81,0 × 86,4         | 1781                 | 10,0:1          | ne              | ano             | 66 (90) při 5500            | 145 při 2500                        |
| 2,0             | 2E              | R4              | 8V              | SOHC             | 82,5 × 92,8         | 1984                 | 10,0:1          | ne              | ano             | 85 (115) při 5400           | 166 při 3200                        |
| 2,0             | ADY             | R4              | 8V              | SOHC             | 82,5 × 92,8         | 1984                 | 10,0:1          | ne              | ano             | 85 (115) při 5400           | 166 při 3200                        |
| 2,0             | AGG             | R4              | 8V              | SOHC             | 82,5 × 92,8         | 1984                 | 9,6:1           | ne              | ano             | 85 (115) při 5400           | 166 při 2600                        |
| 2,0 16V         | ABF             | R4              | 16V             | DOHC             | 82,5 × 92,8         | 1984                 | 10,5:1          | ne              | ano             | 110 (150) při 6000          | 180 při 4800                        |
| 2,8 VR6         | AAA             | VR6             | 12V             | 2 × SOHC         | 81,0 × 90,3         | 2792                 | 10,0:1          | ne              | ano             | 128 (174) při 5800          | 235 při 4200                        |
| 2,9 VR6         | ABV             | VR6             | 12V             | 2 × SOHC         | 82,0 × 90,3         | 2861                 | 10,0:1          | ne              | ano             | 135 (184) při 5800          | 245 při 4200                        |
| Vznětové motory |                 |                 |                 |                  |                     |                      |                 |                 |                 |                             |                                     |
| 1,9 TD          | AAZ             | R4              | 8V              | SOHC             | 79,5 × 95,5         | 1896                 | 22,5:1          | T               | ano             | 55 (75) při 4200            | 150 při 2400–3400                   |
| 1,9 TDI         | 1Z              | R4              | 8V              | SOHC             | 79,5 × 95,5         | 1896                 | 19,5:1          | T, IC           | ano             | 66 (90) při 4000            | 202 při 1900                        |
| 1,9 TDI         | AFN             | R4              | 8V              | SOHC             | 79,5 × 95,5         | 1896                 | 19,5:1          | VGT, IC         | ano             | 81 (110) při 4150           | 235 při 1900                        |

## Pátá generace (B5; 1996–2005)
VW Passat B5 vystřídal čtvrtou generaci již po třech letech.

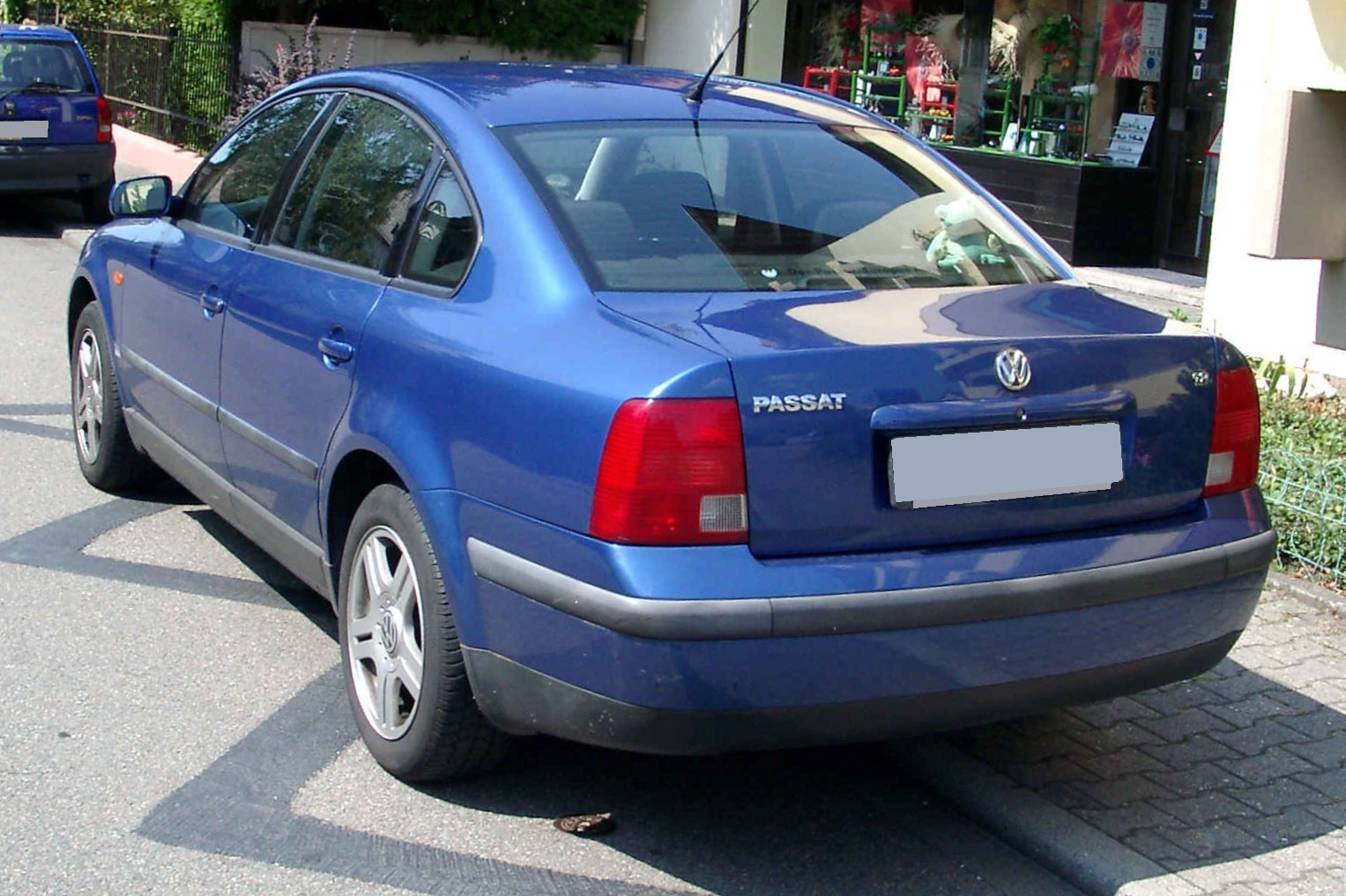
VW Passat B5 sedan (1996–2000)
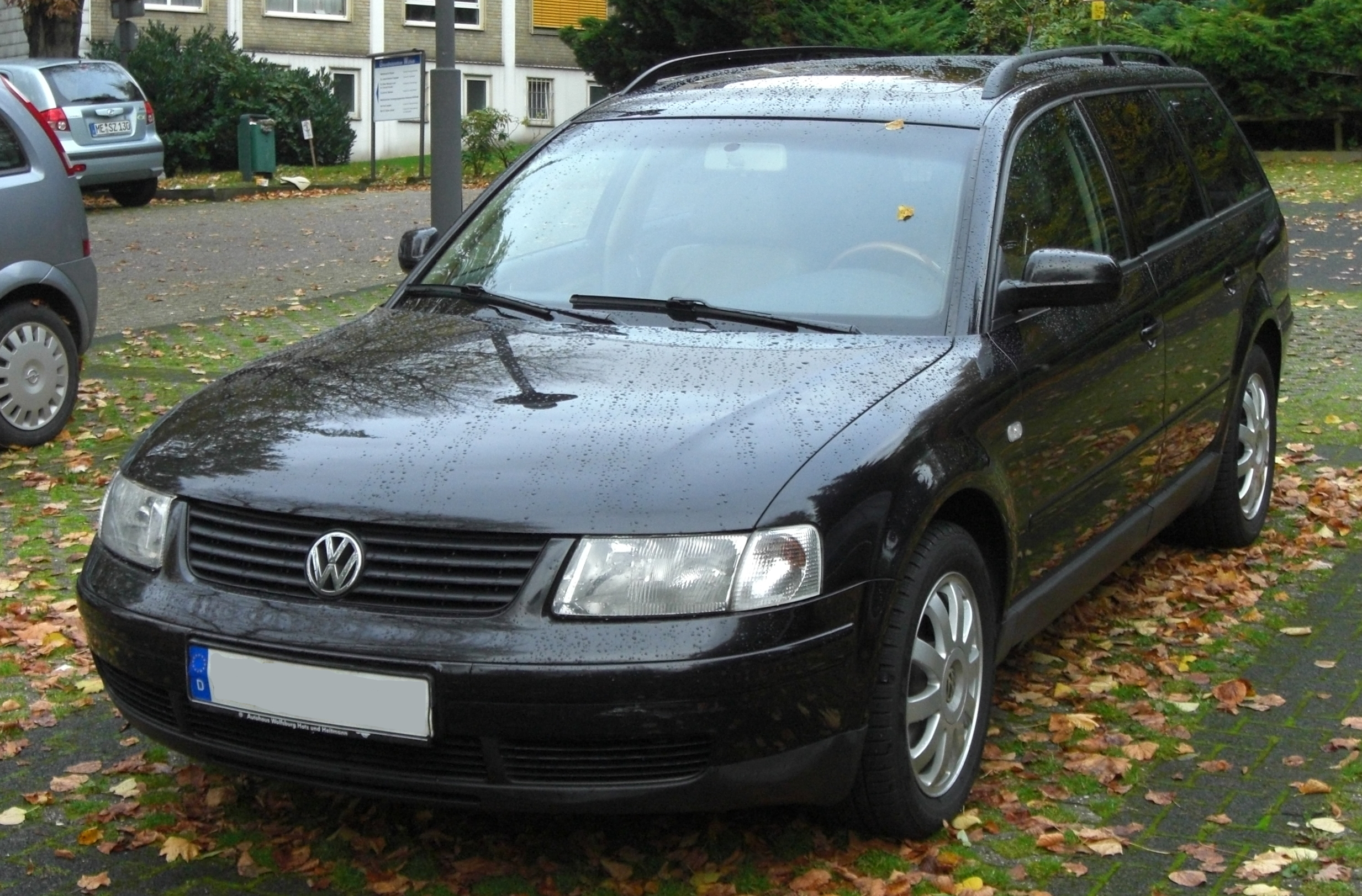
VW Passat B5 Variant (1997–2000)
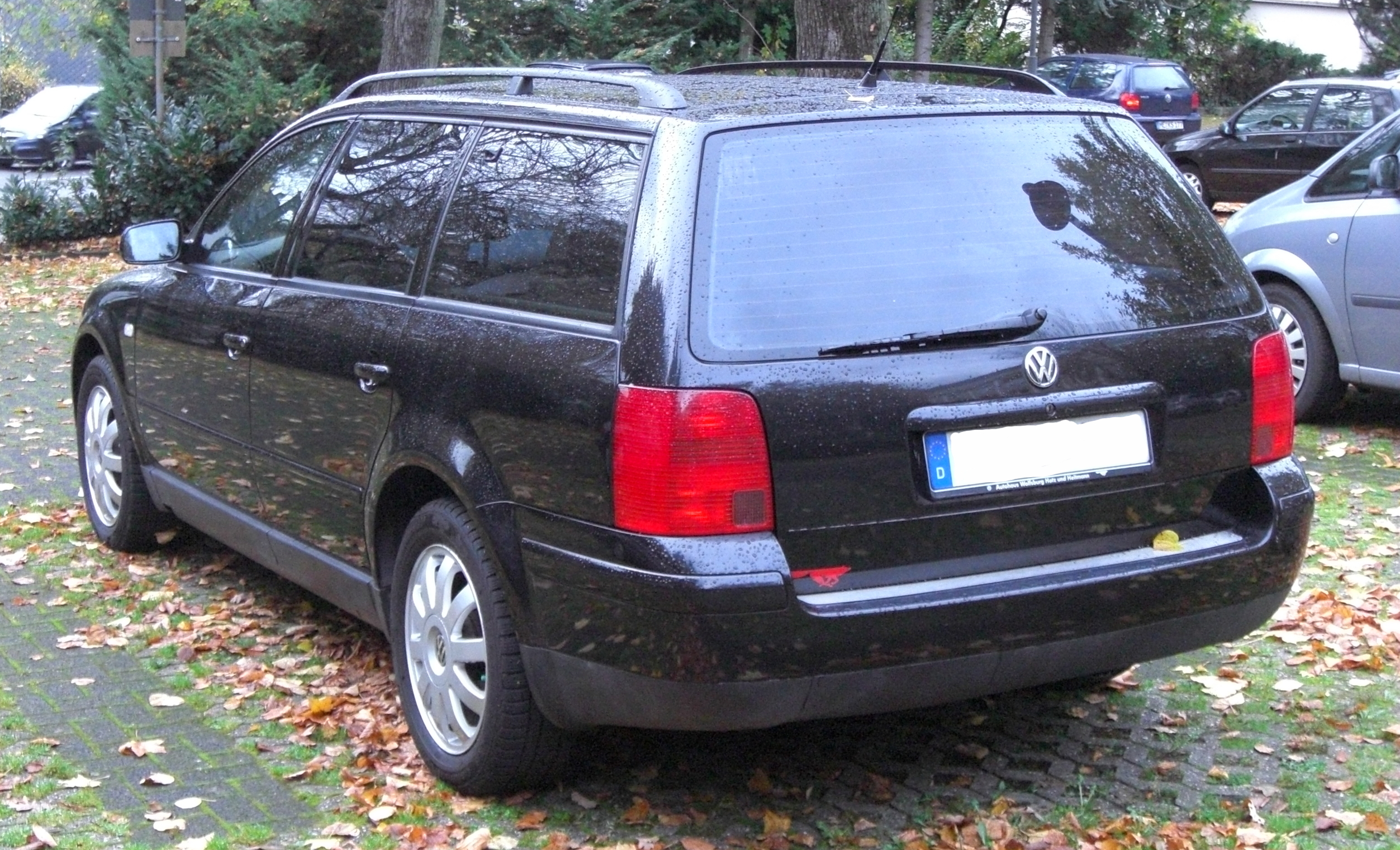
VW Passat B5 Variant (1997–2000)
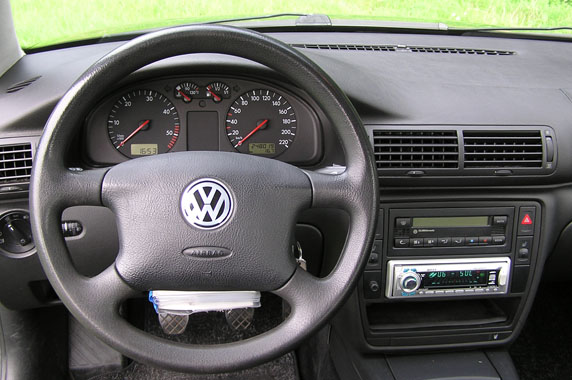
Interiér vozu

### Bezpečnost
Pátá generace prošla nárazovými testy EuroNCAP v roce 1997, a to v karosářské verzi sedan s motorem 1,6 MPI. Za ochranu dospělé posádky při čelním nárazu vůz obdržel 8 bodů, při bočním nárazu 11 bodů, což v součtu stačilo na tři hvězdičky. Za ohleduplnost vůči chodcům byl pak automobil ohodnocen dvěma hvězdičkami.

### Motory
| Model           | Kód motoru      | Počet válců     | Počet ventilů   | Ventilový rozvod | Vrtání × zdvih [mm] | Zdvihový objem [cm3] | Kompresní poměr | Příprava směsi  | Přeplňování     | KAT             | Max. výkon [kW při ot./min] | Max. točivý moment [Nm při ot./min] | Období výroby   |
| Zážehové motory | Zážehové motory | Zážehové motory | Zážehové motory | Zážehové motory  | Zážehové motory     | Zážehové motory      | Zážehové motory | Zážehové motory | Zážehové motory | Zážehové motory | Zážehové motory             | Zážehové motory                     | Zážehové motory |
| --------------- | --------------- | --------------- | --------------- | ---------------- | ------------------- | -------------------- | --------------- | --------------- | --------------- | --------------- | --------------------------- | ----------------------------------- | --------------- |
| 1,6 MPI         | ADP             | R4              | 8V              | SOHC             | 81,0 × 77,4         | 1595                 | 10,2:1          | MPI             | ne              | ano             | 74 (100) při 5300           | 140 při 3800                        | 08/1996–01/1998 |
| 1,6 MPI         | AHL             | R4              | 8V              | SOHC             | 81,0 × 77,4         | 1595                 | 10,2:1          | MPI             | ne              | ano             | 74 (100) při 5300           | 140 při 3800                        | 08/1996–01/1998 |
| 1,6 MPI         | AHL             | R4              | 8V              | SOHC             | 81,0 × 77,4         | 1595                 | 10,2:1          | MPI             | ne              | ano             | 74 (100) při 5600           | 145 při 3800                        | 02/1998–07/2000 |
| 1,6 MPI         | ARM             | R4              | 8V              | SOHC             | 81,0 × 77,4         | 1595                 | 10,2:1          | MPI             | ne              | ano             | 74 (100) při 5600           | 145 při 3800                        | 02/1998–07/2000 |
| 1,6 MPI         | ANA             | R4              | 8V              | SOHC             | 81,0 × 77,4         | 1595                 | 10,2:1          | MPI             | ne              | ano             | 74 (100) při 5600           | 145 při 3800                        | 02/1998–07/2000 |
| 1,8 20V         | ADR             | R4              | 20V             | DOHC             | 81,0 × 86,4         | 1781                 | 10,3:1          | MPI             | ne              | ano             | 92 (125) při 5800           | 173 při 3950                        | 08/1996–07/1997 |
| 1,8 20V         | ADR             | R4              | 20V             | DOHC             | 81,0 × 86,4         | 1781                 | 10,3:1          | MPI             | ne              | ano             | 92 (125) při 5800           | 168 při 3500                        | 08/1997–09/2000 |
| 1,8 20V         | APT             | R4              | 20V             | DOHC             | 81,0 × 86,4         | 1781                 | 10,3:1          | MPI             | ne              | ano             | 92 (125) při 5800           | 168 při 3500                        | 08/1997–09/2000 |
| 1,8 20V         | ARG             | R4              | 20V             | DOHC             | 81,0 × 86,4         | 1781                 | 10,3:1          | MPI             | ne              | ano             | 92 (125) při 5800           | 168 při 3500                        | 08/1997–09/2000 |
| 1,8 20V         | ANQ             | R4              | 20V             | DOHC             | 81,0 × 86,4         | 1781                 | 10,3:1          | MPI             | ne              | ano             | 92 (125) při 5800           | 168 při 3500                        | 08/1997–09/2000 |
| 1,8 20V turbo   | AEB             | R4              | 20V             | DOHC             | 81,0 × 86,4         | 1781                 | 9,5:1           | MPI             | T, IC           | ano             | 110 (150) při 5700          | 210 při 1750–4600                   | 08/1996–12/1998 |
| 1,8 20V turbo   | APU             | R4              | 20V             | DOHC             | 81,0 × 86,4         | 1781                 | 9,5:1           | MPI             | T, IC           | ano             | 110 (150) při 5700          | 210 při 1750–4600                   | 01/1999–09/2000 |
| 1,8 20V turbo   | ANB             | R4              | 20V             | DOHC             | 81,0 × 86,4         | 1781                 | 9,5:1           | MPI             | T, IC           | ano             | 110 (150) při 5700          | 210 při 1750–4600                   | 01/1999–09/2000 |
| 2,0 MPI         | AUZ             | R4              | 8V              | SOHC             | 82,5 × 92,8         | 1984                 | 10,5:1          | MPI             | ne              | ano             | 88 (120) při 5600           | 175 při 2600                        | 01/2000–09/2000 |
| 2,0 MPI         | ASU             | R4              | 8V              | SOHC             | 82,5 × 92,8         | 1984                 | 10,5:1          | MPI             | ne              | ano             | 88 (120) při 5600           | 175 při 2600                        | 01/2000–09/2000 |
| 2,0 MPI         | AVA             | R4              | 8V              | SOHC             | 82,5 × 92,8         | 1984                 | 10,5:1          | MPI             | ne              | ano             | 88 (120) při 5600           | 175 při 2600                        | 01/2000–09/2000 |
| 2,3 VR5         | AGZ             | VR5             | 10V             | SOHC             | 81,0 × 90,2         | 2324                 | 10,0:1          | MPI             | ne              | ano             | 110 (150) při 6000          | 205 při 3200                        | 08/1996–09/2000 |
| 2,8 V6 30V      | ACK             | V6              | 30V             | 2 × DOHC         | 82,5 × 86,4         | 2771                 | 10,6:1          | MPI             | ne              | ano             | 142 (193) při 6000          | 280 při 3200                        | 08/1996–12/1998 |
| 2,8 V6 30V      | ALG             | V6              | 30V             | 2 × DOHC         | 82,5 × 86,4         | 2771                 | 10,3:1          | MPI             | ne              | ano             | 142 (193) při 6000          | 280 při 3200                        | 08/1996–12/1998 |
| 2,8 V6 30V      | APR             | V6              | 30V             | 2 × DOHC         | 82,5 × 86,4         | 2771                 | 10,6:1          | MPI             | ne              | ano             | 142 (193) při 6000          | 280 při 3200                        | 01/1999–09/2000 |
| 2,8 V6 30V      | AQD             | V6              | 30V             | 2 × DOHC         | 82,5 × 86,4         | 2771                 | 10,6:1          | MPI             | ne              | ano             | 142 (193) při 6000          | 280 při 3200                        | 01/1999–09/2000 |
| Vznětové motory |                 |                 |                 |                  |                     |                      |                 |                 |                 |                 |                             |                                     |                 |
| 1,9 TDI         | AHU             | R4              | 8V              | SOHC             | 79,5 × 95,5         | 1896                 | 19,5:1          | DI–VEP          | T, IC           | ano             | 66 (90) při 4000            | 210 při 1900                        | 08/1996–09/2000 |
| 1,9 TDI         | AHH             | R4              | 8V              | SOHC             | 79,5 × 95,5         | 1896                 | 19,5:1          | DI–VEP          | T, IC           | ano             | 66 (90) při 4000            | 210 při 1900                        | 05/1998–09/2000 |
| 1,9 TDI         | AVB             | R4              | 8V              | SOHC             | 79,5 × 95,5         | 1896                 | 19,0:1          | DI–PD           | VGT, IC         | ano             | 74 (100) při 4000           | 250 při 1900                        | 02/2000–09/2000 |
| 1,9 TDI         | AFN             | R4              | 8V              | SOHC             | 79,5 × 95,5         | 1896                 | 19,5:1          | DI–VEP          | VGT, IC         | ano             | 81 (110) při 4150           | 235 při 1900                        | 08/1996–08/1999 |
| 1,9 TDI         | AVG             | R4              | 8V              | SOHC             | 79,5 × 95,5         | 1896                 | 19,5:1          | DI–VEP          | VGT, IC         | ano             | 81 (110) při 4150           | 235 při 1900                        | 08/1999–09/2000 |
| 1,9 TDI         | AJM             | R4              | 8V              | SOHC             | 79,5 × 95,5         | 1896                 | 18,0:1          | DI–PD           | VGT, IC         | ano             | 85 (115) při 4000           | 285 při 1900                        | 01/1999–12/1999 |
| 1,9 TDI         | ATJ             | R4              | 8V              | SOHC             | 79,5 × 95,5         | 1896                 | 18,0:1          | DI–PD           | VGT, IC         | ano             | 85 (115) při 4000           | 310 při 1900                        | 01/2000–09/2000 |
| 2,5 TDI V6 24V  | AFB             | V6              | 24V             | 2 × DOHC         | 78,3 × 86,4         | 2496                 | 19,5:1          | DI–VEP          | VGT, 2 × IC     | ano             | 110 (150) při 4000          | 310 při 1500–3200                   | 08/1998–09/2000 |
| 2,5 TDI V6 24V  | AKN             | V6              | 24V             | 2 × DOHC         | 78,3 × 86,4         | 2496                 | 19,5:1          | DI–VEP          | VGT, 2 × IC     | ano             | 110 (150) při 4000          | 310 při 1500–3200                   | 08/1998–09/2000 |

### Modernizace (B5.5; 2000–2005)
Modernizace proběhla roku 2000, typ se potom nazýval B5.5. Na stejné podvozkové platformě (s prodlouženým rozvorem náprav) je postavena též první generace Škody Superb.

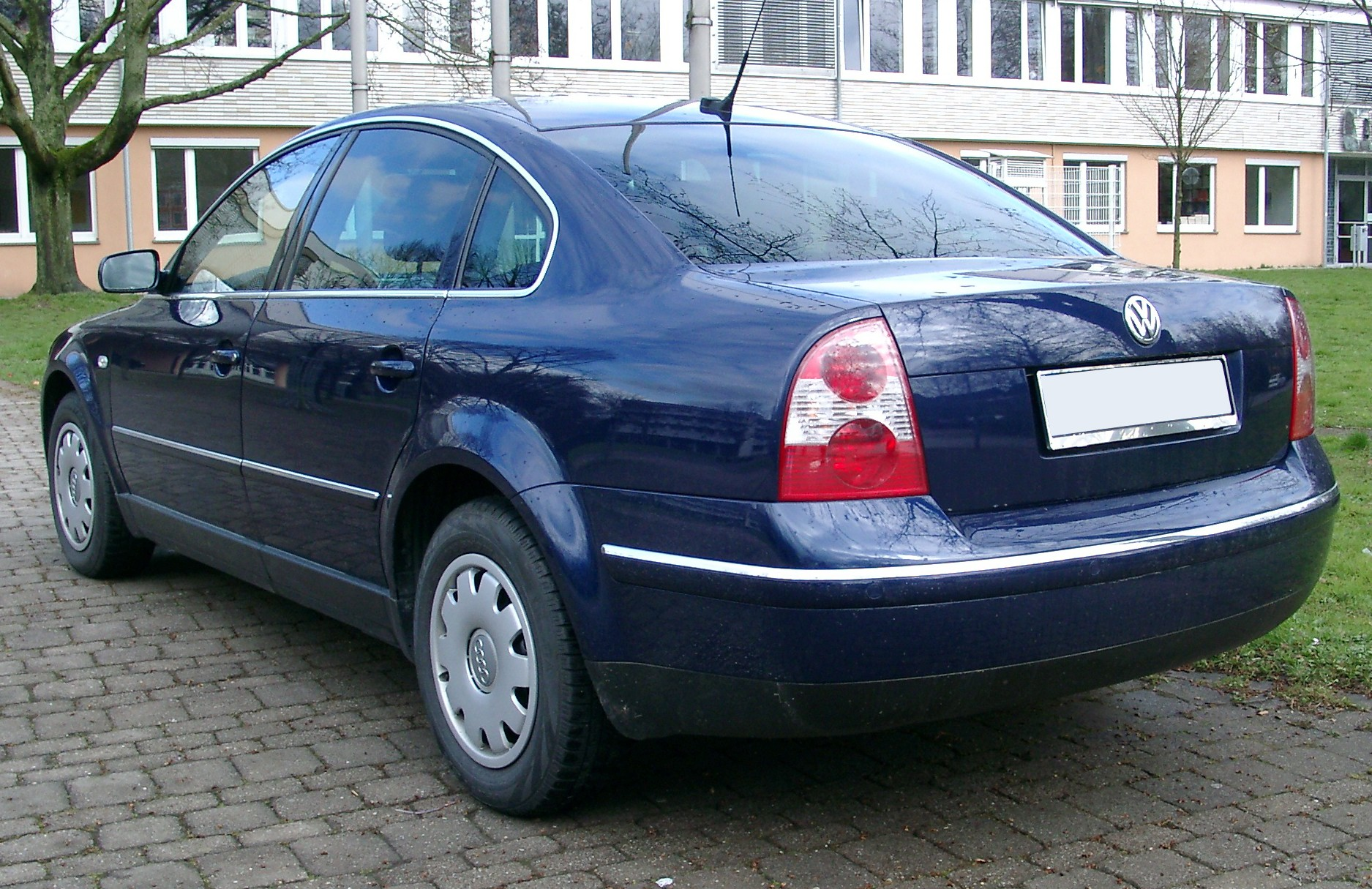
VW Passat B5.5 sedan (2000–2003)
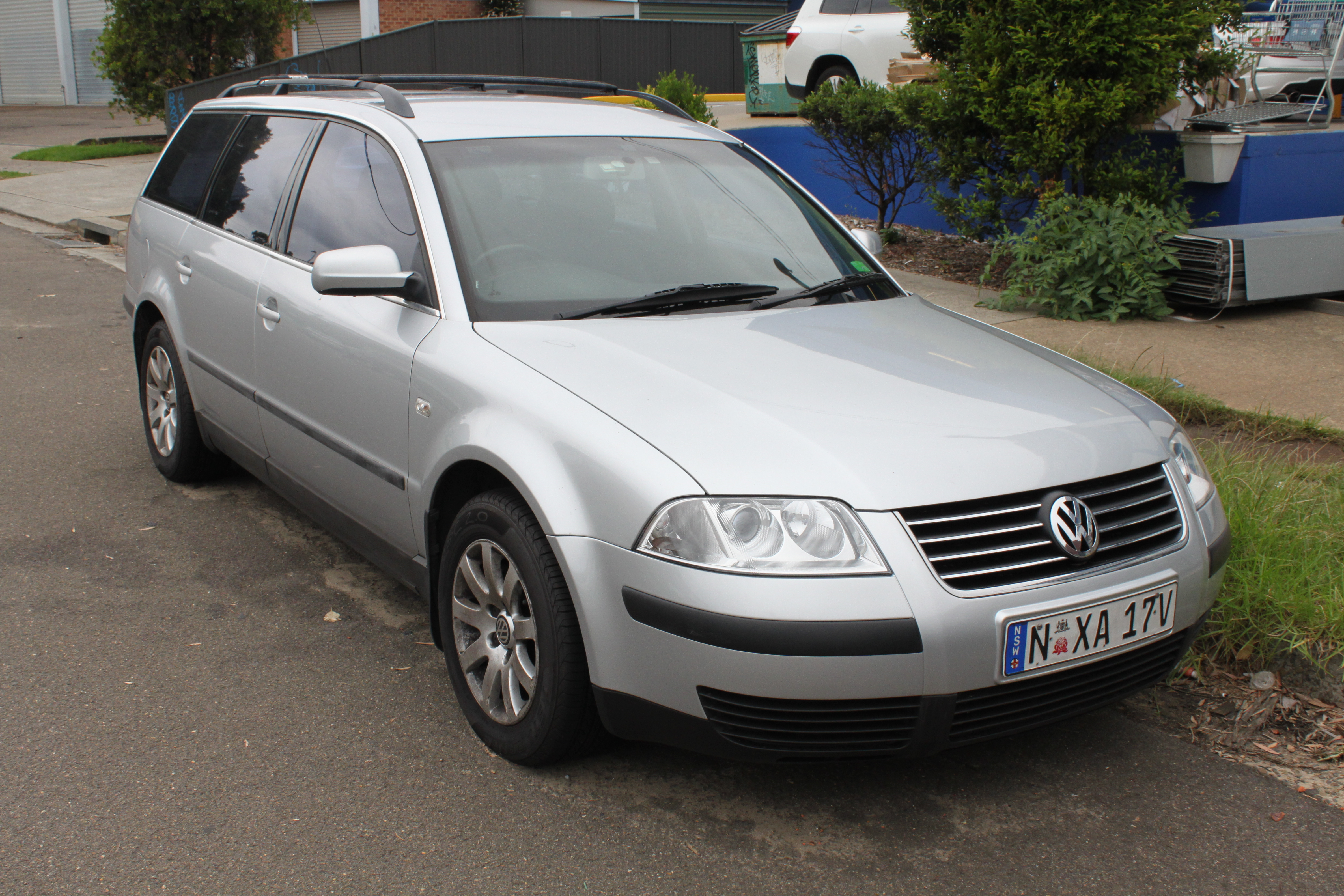
VW Passat B5.5 Variant (2000–2003)
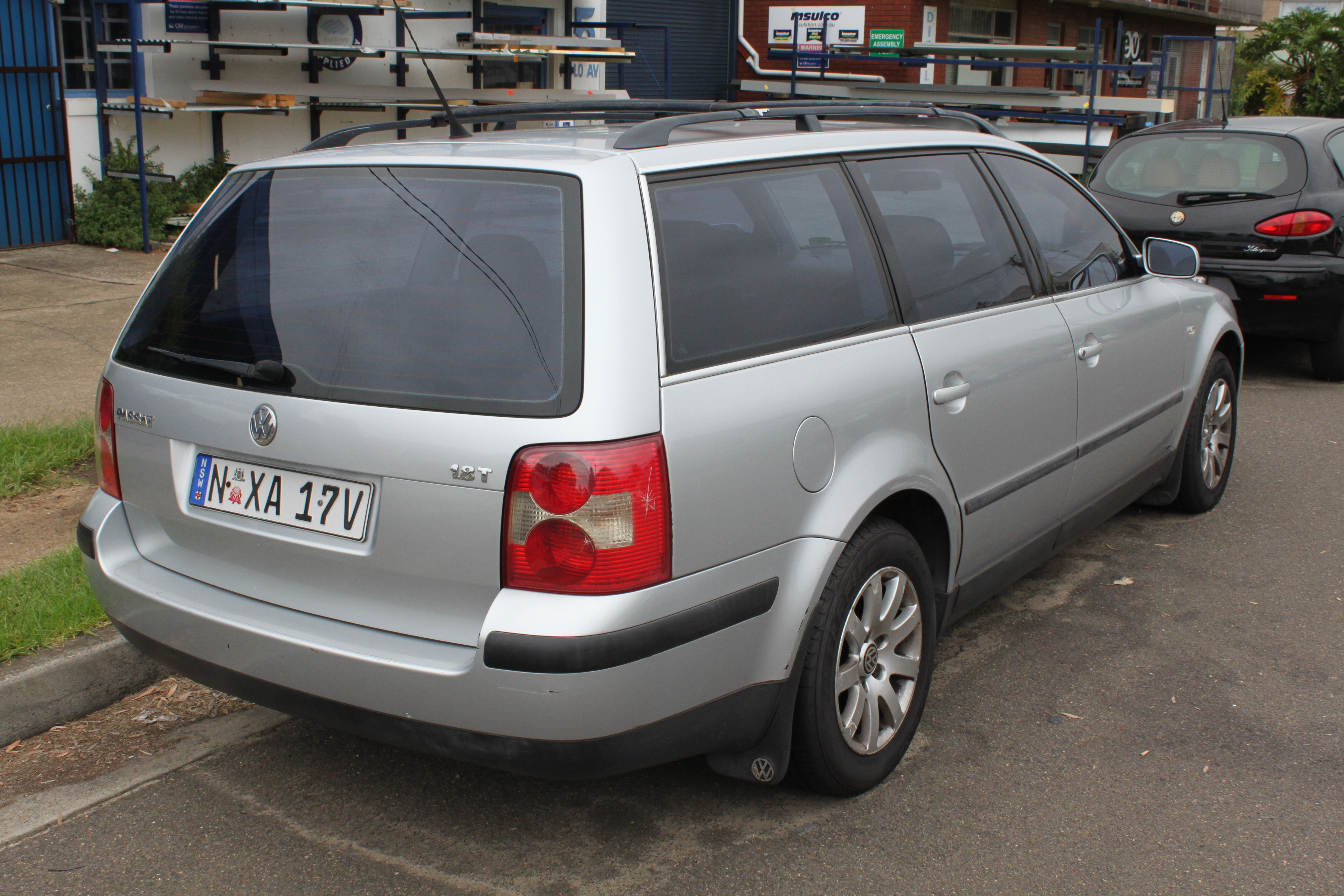
VW Passat B5.5 Variant (2000–2003)

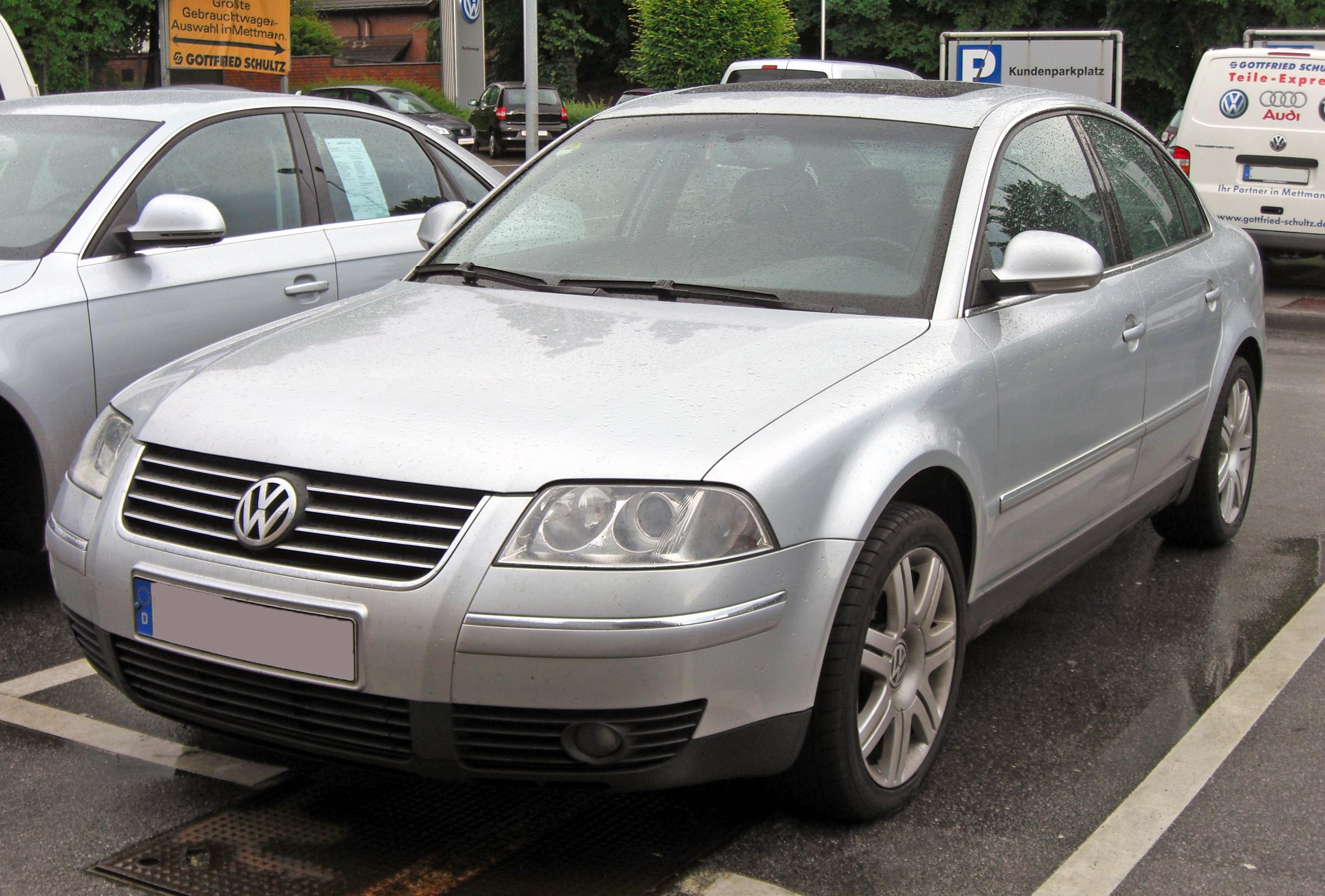
VW Passat B5.5 sedan (2003–2005)
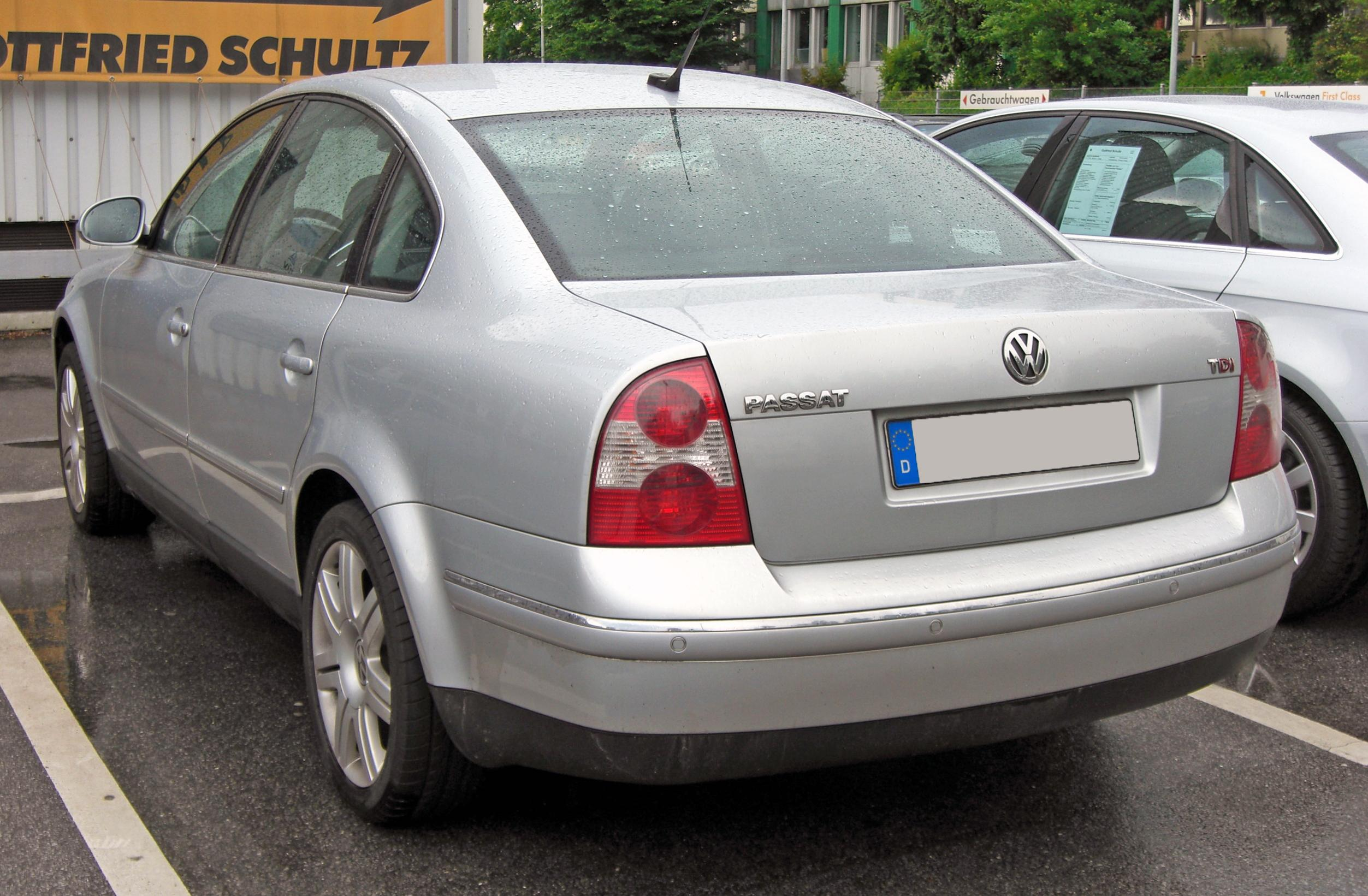
VW Passat B5.5 sedan (2003–2005)
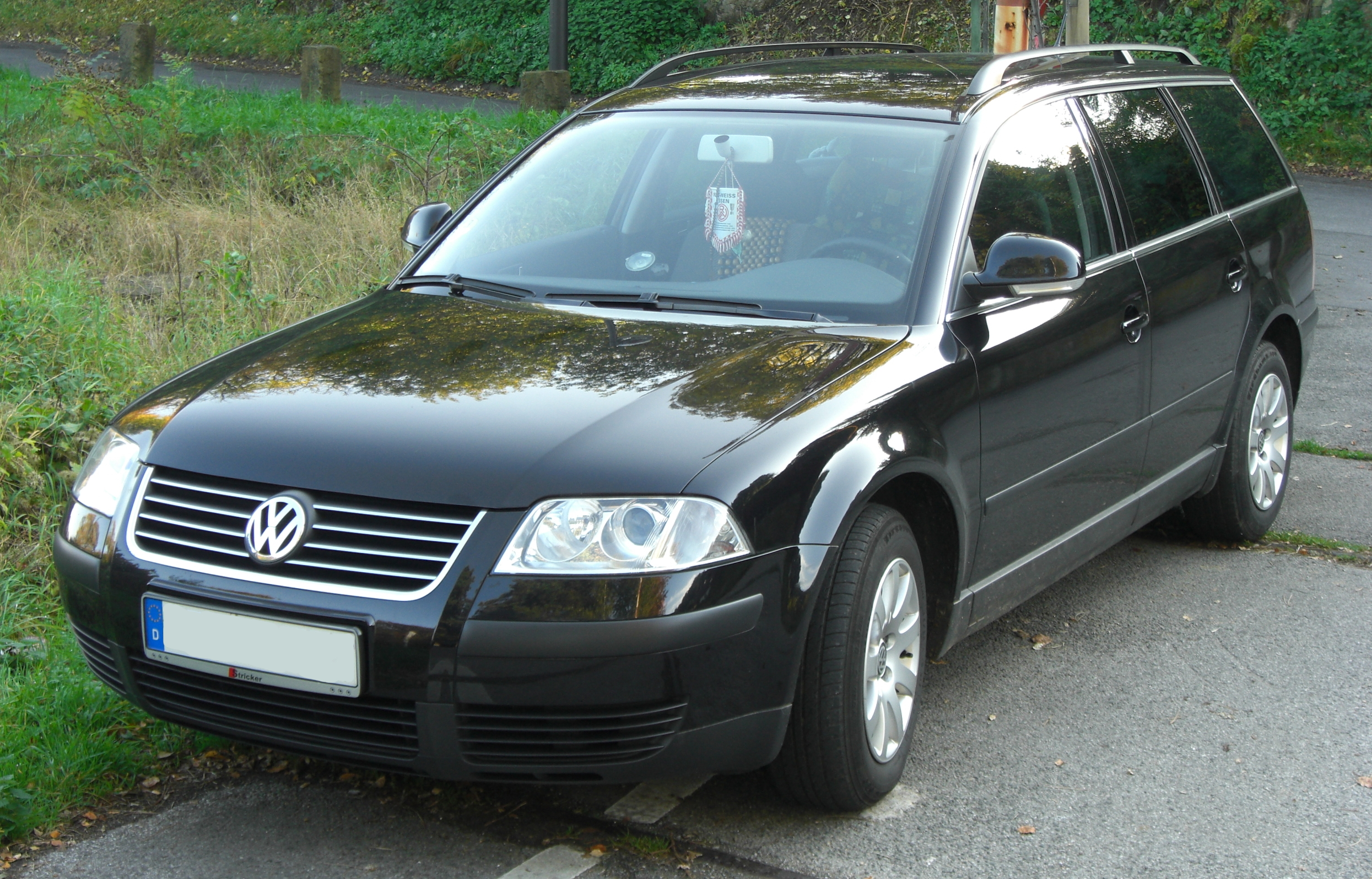
VW Passat B5.5 Variant (2003–2005)
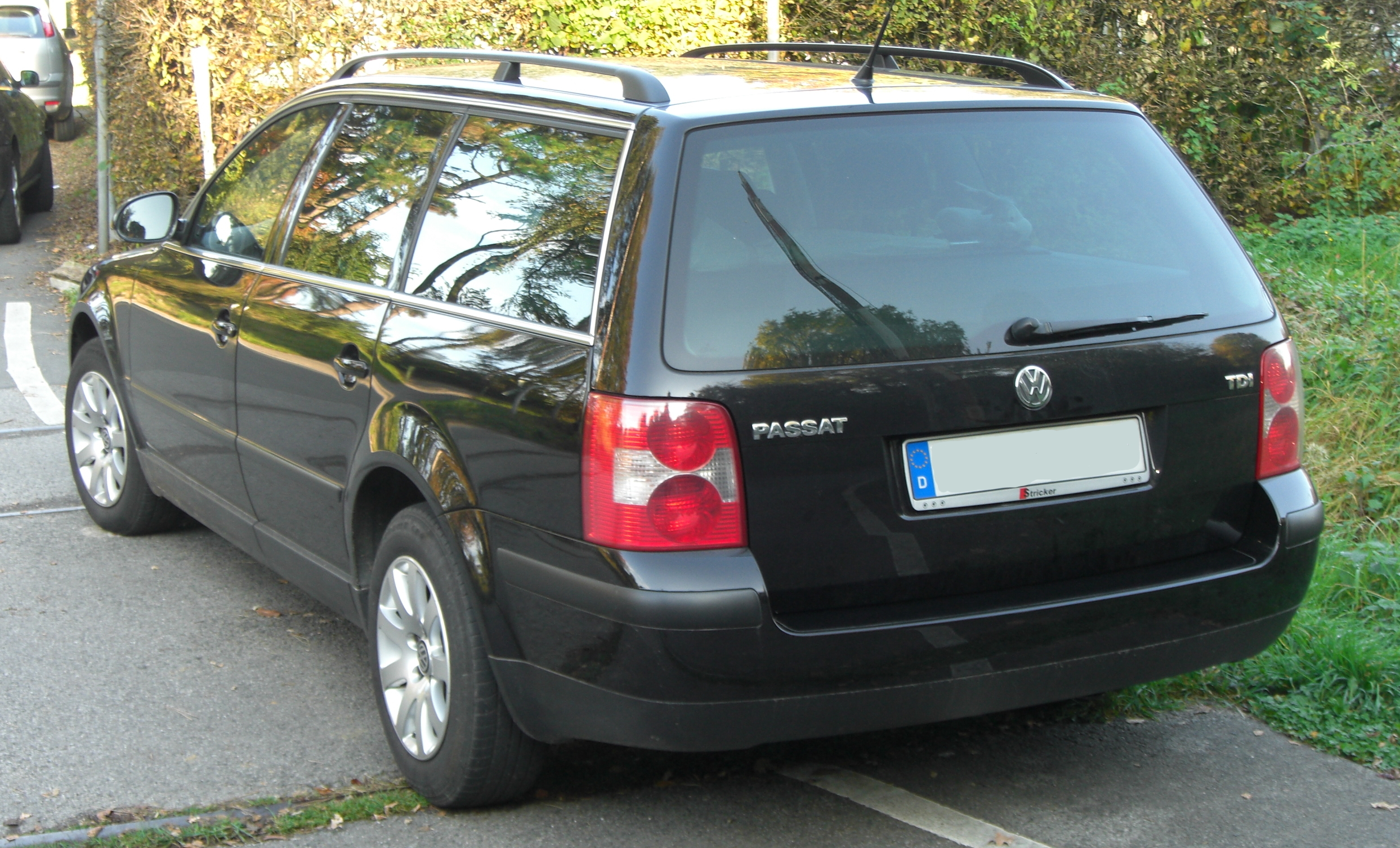
VW Passat B5.5 Variant (2003–2005)
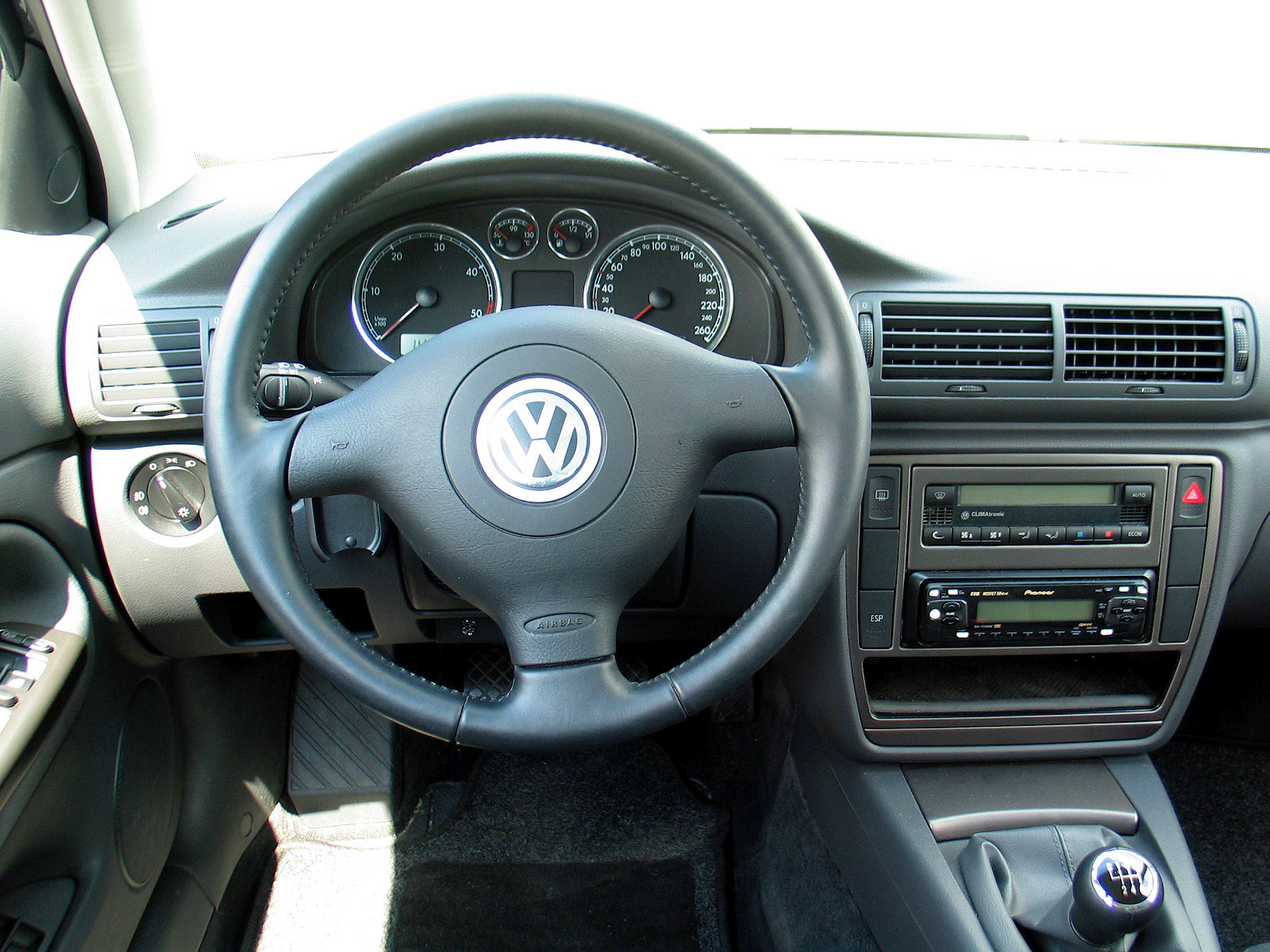
Interiér vozu

#### Bezpečnost
Modernizovaná pátá generace prošla nárazovými testy EuroNCAP v roce 2001, a to opět v karosářské verzi sedan, tentokrát s motorem 1,9 TDI. Za ochranu dospělé posádky při čelním nárazu vůz nyní obdržel 12 bodů, při bočním nárazu dokonce 16 bodů, což v součtu stačilo na čtyři hvězdičky. Za ohleduplnost vůči chodcům byl pak automobil ohodnocen dvěma hvězdičkami, konkrétně 13 body.

#### Motory
| Model           | Kód motoru      | Počet válců     | Počet ventilů   | Ventilový rozvod | Vrtání × zdvih [mm] | Zdvihový objem [cm3] | Kompresní poměr | Příprava směsi  | Přeplňování     | KAT             | Max. výkon [kW při ot./min] | Max. točivý moment [Nm při ot./min] | Období výroby   |
| Zážehové motory | Zážehové motory | Zážehové motory | Zážehové motory | Zážehové motory  | Zážehové motory     | Zážehové motory      | Zážehové motory | Zážehové motory | Zážehové motory | Zážehové motory | Zážehové motory             | Zážehové motory                     | Zážehové motory |
| --------------- | --------------- | --------------- | --------------- | ---------------- | ------------------- | -------------------- | --------------- | --------------- | --------------- | --------------- | --------------------------- | ----------------------------------- | --------------- |
| 1,6 MPI         | ALZ             | R4              | 8V              | SOHC             | 81,0 × 77,4         | 1595                 | 10,2:1          | MPI             | ne              | ano             | 75 (102) při 5600           | 148 při 3800                        | 10/2000–02/2005 |
| 1,8 20V turbo   | AWT             | R4              | 20V             | DOHC             | 81,0 × 86,4         | 1781                 | 9,3:1           | MPI             | T, IC           | ano             | 110 (150) při 5700          | 210 při 1750–4600                   | 10/2000–02/2005 |
| 2,0 MPI         | AZM             | R4              | 8V              | SOHC             | 82,5 × 92,8         | 1984                 | 10,3:1          | MPI             | ne              | ano             | 85 (115) při 5400           | 172 při 3500                        | 10/2000–02/2005 |
| 2,0 MPI         | BFF             | R4              | 8V              | SOHC             | 82,5 × 92,8         | 1984                 | 10,3:1          | MPI             | ne              | ano             | 85 (115) při 5400           | 172 při 3500                        | 10/2000–02/2005 |
| 2,0 20V         | ALT             | R4              | 20V             | DOHC             | 82,5 × 92,8         | 1984                 | 10,5:1          | MPI             | ne              | ano             | 96 (130) při 5700           | 195 při 3300                        | 10/2001–02/2005 |
| 2,3 V5 20V      | AZX             | VR5             | 20V             | 2 × DOHC         | 81,0 × 90,2         | 2324                 | 10,75:1         | MPI             | ne              | ano             | 125 (170) při 6200          | 225 při 3200                        | 01/2001–02/2005 |
| 2,8 V6 30V      | AMX             | V6              | 30V             | 2 × DOHC         | 82,5 × 86,4         | 2771                 | 10,3:1          | MPI             | ne              | ano             | 142 (193) při 6000          | 280 při 3200                        | 10/2000–02/2005 |
| 2,8 V6 30V      | ATQ             | V6              | 30V             | 2 × DOHC         | 82,5 × 86,4         | 2771                 | 10,6:1          | MPI             | ne              | ano             | 142 (193) při 6000          | 280 při 3200                        | 10/2000–02/2005 |
| 4,0 W8 32V      | BDN             | W8              | 32V             | 2 × DOHC         | 84,0 × 90,2         | 3999                 | 10,8:1          | MPI             | ne              | ano             | 202 (275) při 6000          | 370 při 2750                        | 09/2001–09/2004 |
| 4,0 W8 32V      | BDP             | W8              | 32V             | 2 × DOHC         | 84,0 × 90,2         | 3999                 | 10,8:1          | MPI             | ne              | ano             | 202 (275) při 6000          | 370 při 2750                        | 09/2001–09/2004 |
| Vznětové motory |                 |                 |                 |                  |                     |                      |                 |                 |                 |                 |                             |                                     |                 |
| 1,9 TDI         | AVB             | R4              | 8V              | SOHC             | 79,5 × 95,5         | 1896                 | 19,0:1          | DI–PD           | VGT, IC         | ano             | 74 (100) při 4000           | 250 při 1900                        | 10/2000–02/2005 |
| 1,9 TDI         | AWX             | R4              | 8V              | SOHC             | 79,5 × 95,5         | 1896                 | 19,0:1          | DI–PD           | VGT, IC         | ano             | 96 (130) při 4000           | 285 při 1750–2500                   | 10/2000–02/2005 |
| 1,9 TDI         | AVF             | R4              | 8V              | SOHC             | 79,5 × 95,5         | 1896                 | 19,0:1          | DI–PD           | VGT, IC         | ano             | 96 (130) při 4000           | 310 při 1900                        | 10/2000–02/2005 |
| 2,0 TDI DPF     | BGW             | R4              | 8V              | SOHC             | 81,0 × 95,5         | 1968                 | 18,5:1          | DI–PD           | VGT, IC         | ano             | 100 (136) při 4000          | 335 při 1900                        | 11/2003–02/2005 |
| 2,0 TDI DPF     | BHW             | R4              | 8V              | SOHC             | 81,0 × 95,5         | 1968                 | 18,5:1          | DI–PD           | VGT, IC         | ano             | 100 (136) při 4000          | 335 při 1900                        | 11/2003–02/2005 |
| 2,5 TDI V6 24V  | AKN             | V6              | 24V             | 2 × DOHC         | 78,3 × 86,4         | 2496                 | 19,5:1          | DI–VEP          | VGT, 2 × IC     | ano             | 110 (150) při 4000          | 310 při 1500–3200                   | 10/2000–05/2003 |
| 2,5 TDI V6 24V  | BDG             | V6              | 24V             | 2 × DOHC         | 78,3 × 86,4         | 2496                 | 18,5:1          | DI–VEP          | VGT, 2 × IC     | ano             | 120 (163) při 4000          | 350 při 1500–3000                   | 06/2003–02/2005 |
| 2,5 TDI V6 24V  | BAU             | V6              | 24V             | 2 × DOHC         | 78,3 × 86,4         | 2496                 | 18,5:1          | DI–VEP          | VGT, 2 × IC     | ano             | 132 (180) při 4000          | 370 při 1500–2500                   | 06/2003–02/2005 |
| 2,5 TDI V6 24V  | BDH             | V6              | 24V             | 2 × DOHC         | 78,3 × 86,4         | 2496                 | 18,5:1          | DI–VEP          | VGT, 2 × IC     | ano             | 132 (180) při 4000          | 370 při 1500–2500                   | 06/2003–02/2005 |

## Šestá generace (B6; 2005–2010)
VW Passat B6
Passat šesté generace byl představen 1. března 2005 na ženevském autosalonu, kdy byl nabízen s motory 1.6 FSI/85 kW (115 k) ,2.0 FSI/110 kW (150 k),1.9 TDI/77 kW (105 k) a 2.0 TDI/103 kW (140 k).Všechny čtyři motory jsou propojené s pěti anebo se šestistupňovými manuálními převodovkami.V průběhu roku pak bylo možné objednat vozy s převodovkami tiptronic posléze následovala převodovka DSG. Během prvního roku produkce se v nabídce objevili další motorizace až po vrcholnou 3.6 FSI 184 kW (250 k).
|          | Kód motoru              | Počet válců | Výkon     | Točivý moment |
| -------- | ----------------------- | ----------- | --------- | ------------- |
|          |                         |             |           |               |
| 1.4 TSI  | CAXA                    | 4           | 90kW      | 200Nm         |
| 1.6 MPI  | BSE/BSF                 | 4           | 75kW      | 148Nm         |
| 1.6 FSI  | BLF                     | 4           | 85kW      | 155Nm         |
| 1.8 TSI  | BZB,CDAA,CDAB,CGYA      | 4           | 110-118kW | 250Nm         |
| 2.0 FSI  | BLR/BLX/BLY/BVX/BVY/BVZ | 4           | 110kW     | 200Nm         |
| 2.0 TFSI | AXX/BGB/BPJ/BPY/BWA     | 4           | 147kW     | 280Nm         |
| 3.2 FSI  | AXZ                     | 6           | 184kW     | 330Nm         |
| 3.6 FSI  | BWS                     | 6           | 220kW     | 350Nm         |

|                       | Kód motoru          | Počet válců | DPF | ADblue | Výkon     | Točivý moment |
| --------------------- | ------------------- | ----------- | --- | ------ | --------- | ------------- |
|                       |                     |             |     |        |           |               |
| 1.6 TDI               | CAYC                | 4           | ANO | NE     | 77kW      | 250Nm         |
| 1.9 TDI PD            | BKC/BXE/BLS         | 4           | NE  | NE     | 77kW      | 250Nm         |
| 1.9 TDI PD DPF        | BLS                 | 4           | ANO | NE     | 77kW      | 250Nm         |
| 2.0 TDI PD 16V        | BKD/BKP             | 4           | NE  | NE     | 103kW     | 320Nm         |
| 2.0 TDI PD 8V DPF     | BMP                 | 4           | ANO | NE     | 103kW     | 320Nm         |
| 2.0 TDI PD 16V DPF    | BMR/BMM             | 4           | ANO | NE     | 125/103kW | 350/320Nm     |
| 2.0 TDI CR            | CBBB,CBAB,CBAA,CBDC | 4           | ANO |        | 81-125kW  | 320Nm         |
| 2.0 TDI CR BlueTDI    | CBAC                | 4           | ANO | ANO    | 105kW     | 320Nm         |
| 2.0 TDI CR Bluemotion | CBDC                | 4           | ANO | NE     | 81kW      | 250Nm         |

### Passat CC (2008)
VW Passat CC (Comfort Coupé) je odvozeným modelem Passatu, přesněji jeho šesté generace. Prodává se od roku 2008. Je delší, širší a nižší než klasický Passat. Má také karoserii typu fastback, která vytváří dojem čtyřdveřového kupé.

## Sedmá generace (B7; 2010–2014)
VW Passat B7 je de facto modernizací šesté generace, výrobce ho však považuje za generaci sedmou. U této modernizace se jedná především o úpravy exteriéru, které Passat přibližují ostatním modelům automobilky (Polo, Golf, Scirocco, Sharan), jako například velká maska s vodorovným žebrováním nebo zadní světla. Interiéru se tyto změny dotkly nepatrně.

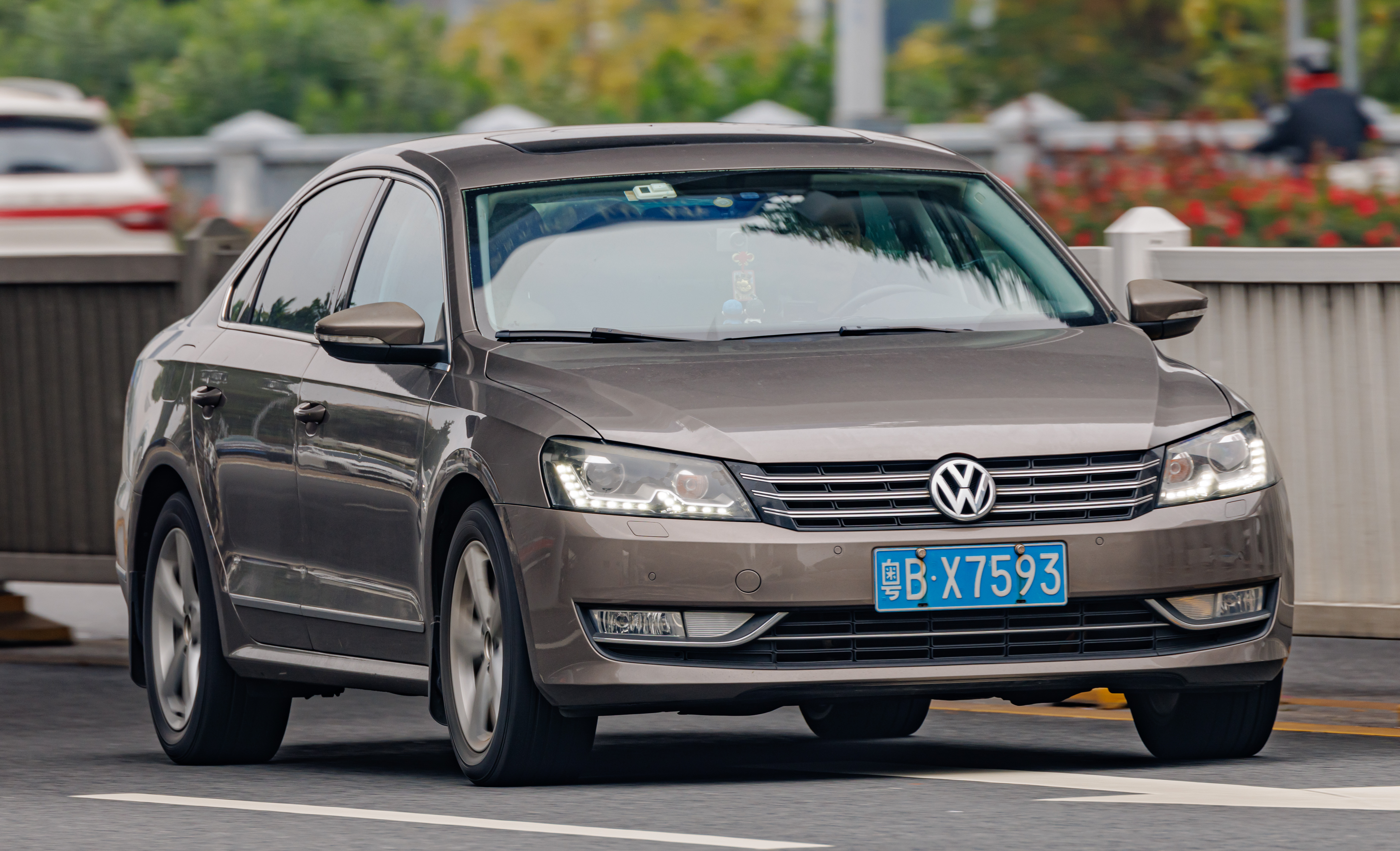

Passat B7 byl nabízen s přeplňovanými benzínovými motory TSI 1.4, 1.8 a 2.0 (90–155 kW), atmosférickým benzínovým motorem FSI 3.6 VR6 (220 kW) a dieselovými motory TDI 1.6 a 2.0 (77–130 kW).
Prodávat se začal v listopadu roku 2010.

### Bezpečnost
Crashtestem Euro NCAP prošel Passat B7 ještě tentýž rok. Jelikož vycházel z minulé generace, která získala pět hvězdiček, očekávalo se, že plný počet hvězdiček bude mít i současná generace, což se potvrdilo.

### Motory
| Název              | Kód motoru      | Počet válců     | Zdvihový objem [cm3] | Max. výkon [kW (PS) při ot./min] | Max. točivý moment [Nm při ot./min] |
| Zážehové motory    | Zážehové motory | Zážehové motory | Zážehové motory      | Zážehové motory                  | Zážehové motory                     |
| ------------------ | --------------- | --------------- | -------------------- | -------------------------------- | ----------------------------------- |
| 1.4 TSI            | CAXA            | 4               | 1390                 | 90 (122) / 5000                  | 200 / 1500–4000                     |
| 1.4 TSI EcoFuel    | CDGA            | 4               | 1390                 | 110 (150) / 5500                 | 220 / 1500–4500                     |
| 1.4 TSI BlueMotion | CTHD, CKMA      | 4               | 1390                 | 118 (160) / 5500                 | 240 / 1500–4500                     |
| 1.8 TSI            | CDAA            | 4               | 1798                 | 118 (160) / 5000–6200            | 250 / 1500–4200                     |
| 2.0 TSI            | CCZB            | 4               | 1984                 | 155 (211) / 5300–6200            | 280 / 1700–5200                     |
| 3.6 FSI V6         | BWS             | 6               | 3597                 | 220 (299) / 6600                 | 350 / 2400–5300                     |
| Vznětové motory    |                 |                 |                      |                                  |                                     |
| 1.6 TDI            | CAYC            | 4               | 1598                 | 77 (105) / 4400                  | 250 / 1500–2500                     |
| 2.0 BlueTDI1       | CFFB            | 4               | 1968                 | 103 (140) / 4200                 | 320 / 1750–2500                     |
| 2.0 TDI            | CBAB, CFFB      | 4               | 1968                 | 103 (140) / 4200                 | 320 / 1750–2500                     |
| 2.0 TDI            | CLLA, CFGB      | 4               | 1968                 | 125 (170) / 4200                 | 350 / 1750–2500                     |
| 2.0 TDI            | CFGC            | 4               | 1968                 | 130 (177) / 4200                 | 380 / 1750–2500                     |

1 Emisní norma Euro 6

## Osmá generace (B8; od 2014)
3. července 2014 byla na Volkswagen Design Center v Postupimi představená osmá generace Passatu. Passat je nabízen s benzínovými motory TSI 1.4, 1.8 a 2.0 (92–162 kW) a dieselovými motory TDI 1.6 a 2.0 (88–177 kW). S nejsilnějším motorem 2.0 TDI (177 kW) může dosáhnout 100 km/h za 6,1 sekundy, s maximální rychlostí 240 km/h.